# Décorations et médailles du ministère de la Défense de la fédération de Russie
 (août 2022).
Le ministère de la Défense de la fédération de Russie a son propre système complexe de décorations et médailles. Ce système de reconnaissance comprend non seulement des décorations communes à toutes les forces armées, mais aussi certaines qui sont spécifiques à un service ou sous-département. Toutes les décorations et médailles mentionnées ci-dessous furent approuvées par arrêté du ministre de la défense. Les numéros et dates de ces arrêtés ministériels apparaissent dans cet article aux fins de références rapides dans le but de faciliter toutes recherches supplémentaires. Les décorations et médailles avec plus d’un numéro d’arrêté signifient des amendements ultérieurs aux critères.

## Ministère de la Défense

### Médailles
| Avers | Nom (Français/Russe) | Arrêté ministériel                         | Date                                                                                               | Critères d'attribution |
| ----- | --- | ------------------------------------------ | -------------------------------------------------------------------------------------------------- | --- |
|       | Médaille « Pour distinction au combat » Медаль «За Боевые Отличия» | no 100 - no 342 - no 777                   | 31-03-2003 ---------- 20-06-2008 ---------- 14-12-2017                                             | Décernée aux militaires des Forces armées de la fédération de Russie qui se sont distingués par leur courage et leur dévouement dans l'accomplissement de missions de combat ou d’opérations spéciales au péril de leur vie. Pour l’application de mesures proactives qui ont contribué de manière décisive à la réussite de la mission, pour avoir guidé avec succès les actions de subordonnés dans l'exécution de missions de combat dangereuses. La médaille de type 1 (à gauche) fut décernée de sa création jusqu'en décembre 2017 où le ruban et le revers changea devenant la médaille de type 2. |
|       | Médaille « Pour valeur militaire » de 1re classe Медаль «За Воинскую Доблесть» I Степени | no 608 - no 342 - no 777                   | 22-12-1999 ---------- 20-06-2008 ---------- 14-12-2017                                             | Décernée aux militaires des Forces armées de la fédération de Russie en reconnaissance d'excellence à l’entraînement, pour distinction particulière dans l'accomplissement de devoirs militaires normaux ou de missions de combat, durant des manœuvres militaires ; pour leur courage, dévouement ou tout autre mérite démontré durant le service militaire. Les médailles sont décernées séquentiellement, la médaille de 1re classe ne peut être décernée que si le récipiendaire possède déjà la 2e classe. |
|       | Médaille « Pour valeur militaire » de 2e classe Медаль «За Воинскую Доблесть» II Степени | no 608 - no 342 - no 777                   | 22-12-1999 ---------- 20-06-2008 ---------- 14-12-2017                                             | Décernée aux militaires des Forces armées de la fédération de Russie en reconnaissance d'excellence à l’entraînement, pour distinction particulière dans l'accomplissement de devoirs militaires normaux ou de missions de combat, durant des manœuvres militaires ; pour leur courage, dévouement ou tout autre mérite démontré durant le service militaire. Les médailles sont décernées séquentiellement, la 2e classe est décernée en premier. |
|       | Médaille « Pour déminage » Медаль «За Разминирование» | no 90 - no 342 - no 777                    | 26-02-2002 ---------- 20-06-2008 ---------- 14-12-2017                                             | Décernée aux membres des Forces armées de la fédération de Russie pour leur dévouement, leur courage et leur professionnalisme dans les tâches de détection, de désamorçage et d’élimination d’objets et d’engins explosifs au sol ; pour leur participation à des programmes internationaux, à des projets ou opérations humanitaires de déminage ; dans l'organisation et la direction d’opérations de déminage. |
|       | Médaille « Pour le renforcement de la coopération militaire » Медаль «За Укрепление Боевого Содружества» | no 123 - no 85 - no 777                    | 27-03-1995 ---------- 05-03-2009 ---------- 14-12-2017                                             | Décernée aux militaires et civils du ministère de la Défense de la fédération de Russie, et dans certains cas, aux simples citoyens de Russie ou étrangers, pour mérite dans le renforcement de la fraternité militaire et pour avoir encouragé la coopération militaire avec des nations amies. La médaille de type 1 (à gauche) fut décernée entre 1995 et 2009, celle de type 2 (au centre) avec un nouveau ruban et revers fut décernée entre 2009 et 2017, celle de type 3 (à droite) avec un nouveau ruban est décernée depuis 2017. |
|       | Médaille « Pour service militaire distingué de 1re classe Медаль «За Отличие В Военной Службе» I Степени | no 123 - no 85 - no 777                    | 27-03-1995 ---------- 05-03-2009 ---------- 14-12-2017                                             | Décernée aux militaires du ministère de la Défense de la fédération de Russie pour 20 années de bons services. La médaille de type 1 (à gauche) fut décernée entre 1995 et 2009, celle de type 2 avec un nouveau ruban et revers est décernée depuis mars 2009. |
|       | Médaille « Pour service militaire distingué » de 2e classe Медаль «За Отличие В Военной Службе» II Степени | no 123 - no 85 - no 777                    | 27-03-1995 ---------- 05-03-2009 ---------- 14-12-2017                                             | Décernée aux militaires du ministère de la Défense de la fédération de Russie pour 15 années de bons services. La médaille de type 1 (à gauche) fut décernée entre 1995 et 2009, celle de type 2 avec un nouveau ruban et revers est décernée depuis mars 2009. |
|       | Médaille « Pour service militaire distingué » de 3e classe Медаль «За Отличие В Военной Службе» III Степени | no 123 - no 85 - no 777                    | 27-03-1995 ---------- 05-03-2009 ---------- 14-12-2017                                             | Décernée aux militaires du ministère de la Défense de la fédération de Russie pour 10 années de bons services. La médaille de type 1 (à gauche) fut décernée entre 1995 et 2009, celle de type 2 avec un nouveau ruban et revers est décernée depuis mars 2009. |
|       | Médaille « Pour valeur au travail » Медаль «За Трудовую Доблесть» | no 310 - no 342 - no 220 - no 692 - no 777 | 05-06-2000 ---------- 20-06-2008 ---------- 05-04-2014 ---------- 27-10-2016 ---------- 14-12-2017 | Décernée au personnel civil des Forces armées de la fédération de Russie avec au moins 15 ans de service au sein de la fonction publique au ministère de la Défense de la fédération de Russie (Forces armées de la fédération de Russie) pour l'exécution consciencieuse de tâches. |
|       | Médaille « Mikhaïl Kalachnikov » Медаль «Михаил Калашников» | no 221 - no 777                            | 05-04-2014 ---------- 14-12-2017                                                                   | Décernée au personnel militaire et civil des Forces armées de la fédération de Russie, ainsi qu’aux employés du complexe militaro-industriel de la fédération de Russie, aux organismes voués à la production industrielle et à la recherche scientifique, pour leur excellence en matière d'innovation dans la conception, la fabrication et la mise en place d’armes modernes et d'équipements militaires. |
|       | Médaille « Participant aux opérations militaires en Syrie » Медаль «Участнику военной операции в Сирии» | no 732 - no 777                            | 30-11-2015 ---------- 14-12-2017                                                                   | Décernée au personnel militaire et civil des Forces armées de la fédération de Russie: pour excellence, courage et abnégation, affiché pendant les opérations militaires dans la République arabe syrienne ; pour la gestion réussie d’actions de subordonnés dans l'exécution d’opérations militaires dans la République arabe syrienne ; pour un travail exceptionnel et une grande contribution personnelle dans l'accomplissement de tâches durant les opérations militaires dans la République arabe syrienne. Peut également être décernée à d'autres citoyens de la fédération de Russie et aux citoyens étrangers pour leur aide à résoudre les tâches assignées aux Forces armées de la fédération de Russie au cours des opérations militaires dans la République arabe syrienne. |
|       | Médaille « Participant à « Mars-Rapide » Bosnie-Kosovo 12 juin 1999 » Медаль «Участнику Марш-Броска Босния-Косово 12 Июня 1999» | no 75 - no 342 - no 645                    | 11-02-2000 ---------- 20-06-2008 ---------- 24-10-2017                                             | Décernée au personnel militaire et civil des forces armées de la fédération de Russie pour leur courage, bravoure et vaillance lors de la préparation et de la conduite de l'opération Mars-Rapide du 12 juin 1999 en Bosnie - Kosovo. La médaille d'argent est remis aux participants réels du raid, la médaille de bronze est décernée pour assistance dans la préparation et le soutien direct de l'opération. 93 décernées en argent, 250 décernées en bronze. Abrogée par l'arrêté d'octobre 2017, remplacée par la médaille pour participation aux opérations de maintien de la paix. |
|       | Médaille « Pour diligence dans les tâches d'ingénierie » Медаль «За Усердие При Выполнении Задач Инженерного Обеспечения» | no 315 - no 342                            | 18-06-2000 ---------- 20-06-2008                                                                   | Décernée aux membres des Forces armées pour distinction et pour l'exécution exemplaire de tâches et activités d’ingénierie ; pour leur mérite démontré dans la conception et l'ingénierie d’armes et leur déploiement ultérieur réussi, pour leur initiative, diligence et leur travail acharné dans leurs tâches visant à améliorer la préparation au combat des troupes d'ingénierie. |
|       | Médaille « 200 ans du ministère de la Défense » Медаль «200 Лет Министерству Обороны» | no 300 - no 342                            | 30-08-2002 ---------- 20-06-2008                                                                   | Décernée aux membres des Forces armées de la fédération de Russie qui ont fidèlement servi pendant 25 ans ou plus ; ainsi qu’à d'autres troupes militaires, des unités militaires et organes fédéraux que le droit russe prévoit au service militaire. |
|       | Médaille « Pour mérite à perpétuer le souvenir des défenseurs tombés de la patrie » Медаль «За Заслуги В Увековечении Памяти Погибших Защитников Отечества» | no 55 - no 342                             | 04-12-2007 ---------- 20-06-2008                                                                   | Décernée aux soldats et au personnel civil des Forces armées pour leur grande contribution personnelle à perpétuer le souvenir des défenseurs tombés de la patrie, leurs noms et le sort des militaires disparus, pour avoir démontré de grandes qualités morales et d'affaires, pour leur diligence et leur initiative ; ainsi qu'à d'autres citoyens de la fédération de Russie ou étrangers qui aident à perpétuer le souvenir des défenseurs tombés de la patrie. |
|       | Médaille « Pour service au sein des troupes ferroviaires » Медаль «За Службу В Железнодорожных Войсках» | no 330 - no 342                            | 14-08-2007 ---------- 20-06-2008                                                                   | Décernée aux soldats des troupes ferroviaires pour bon service de 10 ans ou plus, sous réserve d'avoir préalablement reçu la décoration « Pour mérite » des troupes ferroviaires, ainsi qu’aux membres du personnel civil ayant servi (travaillé) pendant 20 ans ou plus. Peut aussi être décernée aux personnes qui ont apporté une contribution significative au développement des troupes ferroviaires et assisté dans les tâches confiées au service. |
|       | Médaille « Pour excellence dans l’accomplissement d’éducation professionnelle supérieure dans un établissement d'enseignement militaire du MD de la FR » Медаль «За Отличное Окончание Военного Образовательного Учреждения Высшего Профессионального Образования МО РФ» | no 337 - no 342                            | 20-08-2007 ---------- 20-06-2008                                                                   | Décernée aux soldats qui ont terminé avec succès leur formation dans des institutions militaires de formation professionnelle supérieure, passé tous les tests prescrits du programme d'études (tests avec évaluation) et les tests de certification finale à l'évaluation avec des résultats jugés «excellents». |
|       | Médaille « Pour participation au défilé du jour de la victoire » Медаль «За Участие В Военном Параде В День Победы» | no 130                                     | 26-02-2010                                                                                         | Décernée au personnel militaire des Forces armées de la fédération de Russie et aux troupes étrangères participant au défilé du jour de la victoire, au personnel militaire et civil des Forces armées de la fédération de Russie des formations et des organismes militaires, pour leur participation active à la préparation du personnel, des armes et de matériel militaire pour le défilé militaire du jour de la victoire à Moscou, dans les autres Villes héroïnes, ainsi que dans les villes où siègent les quartiers-généraux de districts, de flottes, de forces combinées ainsi que de la Flottille de la Caspienne ; pour distinction démontrée lors de la parade militaire à Moscou, dans les Villes héroïnes et autres villes, ainsi que dans les villes où siègent les districts militaires, les flottes, les quartiers-généraux des forces combinées ainsi que le siège de la Flottille de la Caspienne. |
|       | Médaille « Pour le retour de la Crimée » Медаль «За возвращение Крыма» | no 160                                     | 21-03-2014                                                                                         | Décernée au personnel militaire et civil des Forces armées de la fédération de Russie pour services rendus et distinction démontrées pendant les mesures de sécurité relatives à la protection des droits et de la vie des citoyens de la Crimée, durant le référendum du 16 mars 2014 en Crimée et durant l'entrée de la Crimée dans la fédération de Russie à la suite de ce référendum. La médaille peut également être attribuée à d'autres citoyens de la fédération de Russie et aux citoyens étrangers pour leur aide à résoudre les tâches assignées aux forces armées de la fédération de Russie relatives à ces mesures de sécurité prises en Crimée. |
|       | Médaille « Amiral de la flotte de l'Union soviétique N.G. Kouznetsov » Медаль «Адмирал Флота Советского Союза Н.Г. Кузнецов» | no 25 - no 279 - no 342 - no 1023 - no 34  | 27-01-2003 ---------- 18-09-2004 ---------- 20-06-2008 ---------- 23-09-2009 ---------- 21-01-2013 | Décernée aux membres du personnel de la Marine russe pour leur excellence durant l’entraînement ; pour service impeccable sur les navires, sous-marins ou dans un équipage de l'aéronavale pendant au moins cinq années, dans d'autres formations navales pour au moins 10 ans ; pour la mise en œuvre réussie de tâches complexes destinées aux trois services armés ; pour leur grande contribution personnelle à maintenir l'état de haute alerte sur des navires, sous-marins, avions de combat ou installations terrestres de la marine ; pour leur leadership compétent et adroit du personnel subalterne et des actions décisives, proactives qui contribuèrent à la réussite d’opérations navales de combat ; à toutes autres personnes pour leur mérite dans leur contribution au renforcement de la préparation au combat de la marine. |
|       | Médaille « Amiral de la flotte de l'Union soviétique S.G. Gorchkov » Медаль «Адмирал Флота Советского Союза С.Г. Горшков» | no 25 - no 342 - no 1023 - no 35           | 27-01-2003 ---------- 20-06-2008 ---------- 23-09-2009 ---------- 21-01-2013                       | Décernée aux membres de la Marine russe pour leur grande contribution personnelle au développement, à la production, aux essais et à la mise en opération de navires, sous-marins, avions et tout autre matériel militaire destiné à la Marine russe, en temps opportun et de haute qualité ; pour l'exécution de tests sur les navires ou sous-marins, pour le développement de nouveaux appareils ; pour l'introduction de nouvelles solutions constructives afin d’améliorer de manière significative les capacités de combat des armes et du matériel militaire ; pour le développement réussi d'armes et de matériel militaire. |
|       | Médaille « Général d’armée Khroulev » Медаль «Генерал Армии Хрулёв» | no 210 - no 342                            | 10-07-2004 ---------- 20-06-2008                                                                   | Décernée aux officiers supérieurs en logistique des Forces armées de la fédération de Russie, ainsi qu’aux responsables de la gestion du transport, qui servent ou ont servi au sein des forces armées pendant 20 ans ou plus, ainsi qu’aux vétérans du service, pour leur grande contribution personnelle à l'organisation des troupes logistiques. |
|       | Médaille « Général d’armée Marguelov » Медаль «Генерал Армии Маргелов» | no 182 - no 342                            | 05-05-2005 ---------- 20-06-2008                                                                   | Décernée aux soldats servant dans des unités aéroportées pour bon service de 15 ans ou plus sujet à avoir préalablement reçu une décoration «Pour mérite», ainsi qu’aux membres du personnel civil des troupes aéroportées qui ont servi fidèlement dans les troupes aéroportées russes pour plus de 20 ans. Peut également être décernée aux vétérans des troupes aéroportées avoir servi 25 ans ou plus, ainsi qu’aux militaires ou civils des Forces armées de la fédération de Russie pour leur contribution personnelle au renforcement et au développement des troupes aéroportées. |
|       | Médaille « Major-général Alexandre Alexandrov » Медаль «Генерал-Майор Александр Александров» | no 317 - no 342                            | 02-08-2005 ---------- 20-06-2008                                                                   | Décernée aux membres militaires et civils des forces armées, aux vétérans des forces armées qui sont en réserve ou à la retraite, ainsi qu'à tous autres citoyens de la fédération de Russie pour leur grande contribution personnelle à la création et à la promotion de musique militaire patriotique de Russie et au développement de la culture de la musique militaire. |
|       | Médaille « 300 ans de la flotte de la Baltique » Медаль «300 Лет Балтийскому флоту» | no 160 - no 342 - no 1023                  | 16-05-2003 ---------- 20-06-2008 ---------- 23-09-2009                                             | Décernée aux marins de la flotte de la Baltique qui ont fidèlement exécuté leurs fonctions officielles pendant 10 ans ou plus en date du 18 mai 2003 ; au personnel civil de la flotte de la Baltique qui ont fidèlement exécuté leurs fonctions officielles pendant 25 ans ou plus en date du 18 mai 2003 ; à d'autres personnes fournissant une assistance dans l'exécution des tâches assignées de la flotte de la Baltique. |
|       | Médaille « Pour service au sein de l’Armée de l’air » Медаль «За Службу В Военно-Воздушных Силах» | no 240 - no 342 - no 470                   | 13-08-2004 ---------- 20-06-2008 ---------- 01-08-2015                                             | Était décernée aux soldats de l’Armée de l’air de la fédération de Russie pour 20 ans ou plus de bons services si préalablement décorés de la médaille pour service militaire distingué de 1re classe et d’une décoration « Pour mérite ». Dans des cas exceptionnels, aux vétérans de l’Armée de l’air ou des forces de défense aérienne en reconnaissance de leur mérite à l'Armée de l'air ou aux forces de défense aérienne. Abrogée par l'arrêté d'août 2015, remplacée par la médaille pour service au sein des forces aérospatiales. |
|       | Médaille « Pour service au sein de l’infanterie de marine » Медаль «За Службу В Морской Пехоте» | no 455 - no 342 - no 1023                  | 03-11-2005 ---------- 20-06-2008 ---------- 23-09-2009                                             | Décernée aux soldats effectuant leur service militaire dans l'administration de la Marine des troupes côtières, établissements militaires ou d'Infanterie de marine, pour service impeccable de 5 ans ou plus ; pour bravoure et courage dans l'accomplissement du service militaire au sein de l'Infanterie de marine indépendamment de la durée du service militaire. Aux vétérans de l'Infanterie de marine pour services spéciaux. |
|       | Médaille « Pour service au sein de la force sous-marine » Медаль «За Службу В Подводных Силах» | no 105 - no 342 - no 1023                  | 10-03-2006 ---------- 20-06-2008 ---------- 23-09-2009                                             | Décernée au personnel de la Marine pour service impeccable associé à la force sous-marine pour 5 ans ou plus, pour bravoure et courage dans l'exercice de fonctions militaires ou de missions de combat spéciales ; au personnel civil des Forces armées de la fédération de Russie, ainsi qu’aux autres citoyens de la fédération de Russie qui aident dans l'accomplissement des tâches assignées à la Marine. |
|       | Médaille « Général d’armée Komarovski » Медаль «Генерал Армии Комаровский» | no 175 - no 342                            | 02-05-2006 ---------- 20-06-2008                                                                   | Décernée aux soldats pour service impeccable sur 10 ans ou plus au Service des logis du ministère de la Défense de la fédération de Russie, pour leur courage et leur bravoure démontré lors de l'exécution du service militaire ou tâches spéciales ; aux membres du personnel civil des forces armées qui ont servi dans le Service des logis du ministère de la Défense de la fédération de Russie pendant 15 ans ou plus, aux vétérans du service pour leur grande contribution personnelle au développement de la construction militaire, de l'organisation et de l'agencement du cantonnement des troupes, et à d'autres personnes, pour leur assistance à résoudre les tâches assignées au Service des logis du ministère de la Défense de la fédération de Russie. |
|       | Médaille « Colonel-général Doutov » Медаль «Генерал-полковник Дутов» | no 450 - no 342                            | 07-11-2006 ---------- 20-06-2008                                                                   | Décernée pour contribution personnelle exceptionnelle au développement et à l'amélioration des capacités financières et économiques des Forces armées de la fédération de Russie, pour l’amélioration de la protection sociale des forces armées tout en démontrant les plus hautes qualités professionnelles et commerciales ; au personnel militaire et civil des organismes financiers et économiques des forces armées qui ont servi dans ces organes pendant 10 ans ou plus ; aux citoyens de la fédération de Russie, retraités du service militaire après 20 ans ou plus et qui ont servi dans les organismes financiers et économiques des Forces armées pendant 10 ans ou plus ; à d'autres citoyens qui fournissent de l'aide à relever les défis économiques et financiers auxquels font face les forces armées. |
|       | Médaille « Pour mérite à assurer une capacité nucléaire » Медаль «За Заслуги В Ядерном Обеспечении» | no 290 - no 342                            | 27-07-2007 ---------- 20-06-2008                                                                   | Décernée aux membres militaires et civils des Forces armées, aux vétérans des Forces armées qui sont en réserve ou à la retraite, ainsi qu’aux autres citoyens de la fédération de Russie pour leur grande contribution personnelle à la création et au développement d’armes nucléaires pour la fédération de Russie, pour mérite particulier à relever les défis auxquels est confronté le ministère de la Défense. |
|       | Médaille « Pour service au sein des forces spatiales » Медаль «За Службу В Космических Войсках» | no 360 - no 342 - no 470                   | 11-11-2007 ---------- 20-06-2008 ---------- 01-08-2015                                             | Décernée pour initiative, diligence et distinction démontré durant le service militaire pendant 20 ans ou plus et préalablement décoré de la décoration « Pour mérite» des forces spatiales de la fédération de Russie. Abrogée par l'arrêté d'août 2015, remplacée par la médaille pour service au sein des forces aérospatiales. |
|       | Médaille « 100 ans de l’Armée de l’air » Медаль «100 лет Военно-воздушным силам» | no 1855 - no 470                           | 31-07-2012 ---------- 01-08-2015                                                                   | Était décernée aux membres des équipages, des équipes au sol et aux militaires des forces de défense aérienne pour service consciencieux ; aux vétérans de l’Armée de l’air et des forces de défense aérienne, à la retraite du service militaire, en reconnaissance de leur service distingué. Abrogée par l'arrêté d'août 2015. |
|       | Médaille « Maréchal d’artillerie E.V. Boïtchouk » Медаль «Маршал артиллерии Е.В. Бойчук» | no 2777                                    | 04-09-2012                                                                                         | Décernée aux artilleurs ainsi qu'aux anciens combattants des troupes de l'artillerie, pour courage et altruisme dans l'exécution de missions de combat avec un risque pour la vie ; pour des actions opérationnelles décisives qui ont conduit à la réussite de missions de combat ; pour la gestion habile des actions de subordonnés. |
|       | Médaille « Exercice d’état-major stratégique - Caucase 2012 » Медаль «Стратегическое командно-штабное учение - Кавказ 2012» | no 2828                                    | 14-09-2012                                                                                         | Décernée aux militaires des Forces armées de la fédération de Russie pour leur performance personnelle élevée au sol, en mer ou dans les airs réalisée au cours de l’exercice d'état-major de commandement stratégique «Caucase 2012» ; pour avoir professionnellement organisé et mené l’exercice d'état-major de commandement stratégique «Caucase 2012» ; pour leurs réalisations dans le développement et l'amélioration des techniques et méthodes de combat, pour avoir renforcé l'efficacité des armes et du matériel militaire utilisés au cours l’exercice d'état-major de commandement stratégique «Caucase 2012». |
|       | Médaille « 200 ans des troupes de construction de routes » Медаль «200 лет дорожным войскам» | no 2929                                    | 21-09-2012                                                                                         | Décernée au personnel militaire des troupes de construction de routes, ainsi qu'aux vétérans des troupes de construction de routes, à la retraite du service militaire ou dans la réserve, pour un service impeccable et de longue durée, qui ont apporté une grande contribution aux tâches confiées aux troupes de construction de routes. |
|       | Médaille « Pour service au sein de l’Aéronavale » Медаль «За службу в морской авиации» | no 523                                     | 19-07-2013                                                                                         | Décernée au personnel militaire de l’Aéronavale de la fédération de Russie pour un service consciencieux de 5 ans ou plus. Dans certains cas, peut être décernée aux vétérans de l'aéronavale de Russie, à la retraite du service militaire, qui ont déjà servi dans l'aviation navale ou qui en ont été libérés. |
|       | Médaille « Pour service distingué au sein des Forces terrestres » Медаль «За отличие в службе в Сухопутных войсках» | no 550                                     | 31-07-2013                                                                                         | Décernée aux militaires effectuant leur service militaire dans des quartiers-généraux, des formations supérieures et des unités des Forces terrestres, aux vétérans du service militaire dans les forces terrestres, et aux membres du personnel civil des forces terrestres, avec un minimum de 5 ans de service consciencieux ; pour leur courage et leur bravoure démontré lors de l'exercice de leurs fonctions militaires ; ou pour l'exécution de tâches spéciales indépendamment de la durée du service militaire dans les forces terrestres ; ainsi qu’aux autres citoyens de la fédération de Russie pour leur aide aux Forces terrestres dans l'exécution de leurs tâches. |
|       | Médaille « Participant dans la lutte contre les éléments du fleuve Amour » Медаль «Участнику борьбы со стихией на Амуре» | no 665                                     | 17-09-2013                                                                                         | Décernée au personnel militaire et civil des Forces armées de la fédération de Russie, à d'autres militaires, à des formations et des organismes militaires, ainsi qu'à d'autres citoyens de la fédération de Russie et citoyens étrangers: pour des actions dévouées, déterminées et habiles dans la performance de tâches dans le contrôle des inondations dans le Kraï de Khabarovsk, l'Oblast d'Amour et l'Oblast autonome juif en 2013 ; pour la gestion réussie des actions de subordonnés dans l'exécution des tâches de contrôle des inondations dans le Kraï de Khabarovsk, l'Oblast d'Amour et de l'Oblast autonome juif en 2013. |
|       | Médaille « Pour diligence à assurer la sécurité routière » Медаль «За усердие в обеспечении безопасности дорожного движения» | no 740                                     | 19-10-2013                                                                                         | Décernée au personnel militaire et civil des Forces armées de la fédération de Russie, et dans certains cas, à d'autres citoyens de la fédération de Russie, pour leur grande contribution à la sécurité routière dans les Forces armées ; pour la conduite sécuritaire de véhicules appartenant à des unités (et organisations) militaires des Forces armées ; pour l'introduction de nouvelles solutions de conception qui permettront d'améliorer considérablement la sécurité routière dans les Forces armées ; pour des contributions à la sécurité routière lors d'événements impliquant des troupes et des véhicules des Forces armées ; pour leur service impeccable d'au moins 10 ans dans le service militaire d'inspection automobile, et dans d'autres unités militaires (organisations) des Forces armées à des postes directement liés à la sécurité routière pour au moins 20 ans ; pour des réalisations de haute performance dans les activités visant à des mesures préventives pour prévenir les accidents de la circulation routière, la répression des infractions dans le domaine de la sécurité routière ; pour la gestion fiable de personnel subalterne qui contribuent à la réduction des accidents dans des unités militaires subalternes (organisations) à la fin des exercices fiscaux ; pour l'aide à résoudre les tâches confiées au service militaire d'inspection automobile des Forces armées. |
|       | Médaille du jubilé « 25 ans depuis la fin des hostilités en Afghanistan » Юбилейная медаль «В память 25-летия окончания боевых действий в Афганистане» | no 900                                     | 17-12-2013                                                                                         | Décernée aux vétérans des combats dans la République démocratique d'Afghanistan pour la période de 1979-1989 ; aux membres des Forces armées de l'URSS, aux personnes qui leur sont rattachés, ainsi que pour les citoyens des états - membres de la Communauté des États indépendants qui ont apporté une grande contribution à l'établissement des noms et des lieux de sépulture des morts et le sort des personnes disparues, qui ont participé activement à la réinsertion sociale et médicale des soldats internationalistes et à leurs familles, qui perpétuent la mémoire des disparus. Peut également être attribuée à des citoyens de pays en dehors de la Communauté d'États indépendants dans des circonstances exceptionnelles. |
|       | Médaille « Pour service au sein des troupes de guerre électronique » Медаль «За службу в войсках радиоэлектронной борьбы» | no 948                                     | 23-12-2013                                                                                         | Décernée au personnel militaire de tous les rangs des troupes de guerre électronique de la fédération de Russie avec au moins 5 ans de service, pour valeur, ingéniosité et courage affichés pendant le service, pour un excellent accomplissement des tâches. Peut également être décernée aux citoyens de la fédération de Russie dont les actions ont contribué au développement et à l'établissement des troupes de guerre électronique de la fédération de Russie. |
|       | Médaille « Pour mérite naval en Arctique » Медаль «За морские заслуги в Арктике» | no 167                                     | 21-03-2014                                                                                         | Décernée au personnel militaire de la Marine de la fédération de Russie qui ont participé à des exercices, des expéditions et autres événements organisés dans le pôle Nord et qui ont fait preuve de courage, d'ingéniosité et bonne conduite dans des situations difficiles. Dans des cas exceptionnels, la médaille peut être décernée aux civils qui ont apporté une grande contribution à l'organisation et à la réalisation de ces activités. |
|       | Médaille « Pour service au sein des forces de surface de la Marine » Медаль «За службу в надводных силах» | no 195                                     | 02-04-2014                                                                                         | Décernée au personnel militaire de la Marine de la fédération de Russie, qu'il s'agisse de conscrits ou sous contrat, avec au moins 5 ans de service sur les navires de surface, pour courage et bravoure dans l'exercice de fonctions militaires. Peut également être décernée au personnel civil qui ont apporté une grande contribution aux tâches assignées à la Marine de la fédération de Russie. |
|       | Médaille « Pour distinction durant un exercice » Медаль «За отличие в учениях» | no 219                                     | 05-04-2014                                                                                         | Décernée aux militaires des Forces armées de la fédération de Russie pour une performance personnelle élevée au sol, en mer ou dans les airs lors d'un exercice majeur ; pour avoir intelligemment et professionnellement organisé et vu à la conduite d’un exercice dans lequel tous les objectifs fixés ont été atteints ; pour des réalisations dans le développement et l'amélioration des techniques et méthodes de combat, pour avoir renforcé l'efficacité des armes et des équipements militaires utilisés au cours de l'exercice. |
|       | Médaille « Artiste Grekov » Медаль «Художник Греков» | no 370                                     | 30-05-2014                                                                                         | Créé à l'origine en 1966 par le ministère de la Culture de l'URSS et attribué jusqu'en 1991. Rétablie en 2014 et décernée au personnel militaire et civil des Forces armées de la fédération de Russie, aux militaires d'autres services, formations militaires et organes dans lesquels la législation de la fédération de Russie permet le service militaire, ainsi qu’à d’autres citoyens de la fédération de Russie pour mérite personnel dans la création d'œuvres d'art hautement artistiques d'un thème militaire-patriotique, pour l'organisation d’activités d’artistes militaires et la formation d'artistes militaires. |
|       | Médaille « Maréchal du corps des communications Peressypkine » Медаль «Маршал войск связи Пересыпкин» | no 373                                     | 30-05-2014                                                                                         | Décernée au personnel militaire des troupes de communication, qui servent présentement et aux vétérans à la retraite, ainsi qu'aux représentants d'autres départements militaires, pour un mérite spécial au service de la fédération de Russie. Peut également être décernée aux citoyens d'autres États pour une coopération efficace avec des départements ou unités de communication des Forces armées de la fédération de Russie. |
|       | Médaille « Pour des réalisations dans le développement de technologies innovatrices » Медаль «За достижения в области развития инновационных технологий» | no 531                                     | 01-08-2014                                                                                         | Décernée au personnel militaire et civil des Forces armées de la fédération de Russie pour leur importante contribution personnelle à la mise en œuvre d’innovations technologiques ; pour une percée technologique ou un soutien en recherche et développement à haut risque dans le domaine de la défense. Peut également être attribué à d'autres citoyens de la fédération de Russie pour leur assistance directe dans la tâche de développement et de mise en œuvre de technologies innovatrices pour les Forces armées de la fédération de Russie. |
|       | Médaille « Championnat mondial du biathlon des blindés » 1re place Медаль «Чемпионат мира танковый биатлон» I место | no 299                                     | 07-05-2014                                                                                         | Décernée au personnel militaire des Forces armées de la fédération de Russie et au personnel militaire de forces armées étrangères qui remportèrent le 1er rang dans le Championnat mondial du biathlon des blindés tenu annuellement. Il s'agit du module réduit approuvée pour port sur l'uniforme militaire tel qu’indiqué dans les règlements officiels de l'événement. La médaille décernée lors de la compétition est du même modèle mais d’un diamètre de 60 mm et est suspendue par une cravate blanche large de 32 mm. |
|       | Médaille « Championnat mondial du biathlon des blindés » 2e place Медаль «Чемпионат мира танковый биатлон» II место | no 299                                     | 07-05-2014                                                                                         | Décernée au personnel militaire des Forces armées de la fédération de Russie et au personnel militaire de forces armées étrangères qui remportèrent le 2e rang dans le Championnat mondial du biathlon des blindés tenu annuellement. Il s'agit du module réduit approuvée pour port sur l'uniforme militaire tel qu’indiqué dans les règlements officiels de l'événement. La médaille décernée lors de la compétition est du même modèle mais d’un diamètre de 60 mm et est suspendue par une cravate blanche large de 32 mm. |
|       | Médaille « Championnat mondial du biathlon des blindés » 3e place Медаль «Чемпионат мира танковый биатлон» III место | no 299                                     | 07-05-2014                                                                                         | Décernée au personnel militaire des Forces armées de la fédération de Russie et au personnel militaire de forces armées étrangères qui remportèrent le 3e rang dans le Championnat mondial du biathlon des blindés tenu annuellement. Il s'agit du module réduit approuvée pour port sur l'uniforme militaire tel qu’indiqué dans les règlements officiels de l'événement. La médaille décernée lors de la compétition est du même modèle mais d’un diamètre de 60 mm et est suspendue par une cravate blanche large de 32 mm. |
|       | Médaille « Maréchal en chef d’aviation Koutakhov » Медаль «Главный маршал авиации Кутахов» | no 560 - no 470                            | 07-08-2014 ---------- 01-08-2015                                                                   | Était décernée aux soldats et officiers servant dans les organisations sous contrôle militaire, qui suivent une formation militaire d'enseignement supérieur dans les spécialités de l'Armée de l'air ; au personnel militaire servant dans la réserve ou à la retraite du service militaire dans l'armée de l'air, pour leur grande contribution personnelle au développement l'armée de l'air ; aux dirigeants des autorités ministérielles fédérales et régionales, aux entreprises du complexe militaro-industriel et des organisations publiques de la fédération de Russie, aux citoyens et aux alliés de la fédération de Russie, pour leur assistance dans les tâches confiées à l'armée de l'air. Abrogée par l'arrêté d'août 2015, remplacée par la médaille pour service au sein des forces aérospatiales. |
|       | Médaille « Compétition des Forces armées » 1re place Медаль «Всеармейские соревнования» I место | no 675                                     | 18-09-2014                                                                                         | Décernées aux militaires des Forces armées de la fédération de Russie qui se sont classés premiers dans les finales des compétitions toute-armée d'athlétisme interdépartementales, dans les championnats sportifs militaires, coupes, compétitions au niveau de commandement et de district, et à leurs entraîneurs en chef. |
|       | Médaille « Compétition des Forces armées » 2e place Медаль «Всеармейские соревнования» II место | no 675                                     | 18-09-2014                                                                                         | Décernées aux militaires des Forces armées de la fédération de Russie qui se sont classés deuxièmes dans les finales des compétitions toute-armée d'athlétisme interdépartementales, dans les championnats sportifs militaires, coupes, compétitions au niveau de commandement et de district, et à leurs entraîneurs en chef. |
|       | Médaille « Compétition des Forces armées » 3e place Медаль «Всеармейские соревнования» III место | no 675                                     | 18-09-2014                                                                                         | Décernées aux militaires des Forces armées de la fédération de Russie qui se sont classés troisièmes dans les finales des compétitions toute-armée d'athlétisme interdépartementales, dans les championnats sportifs militaires, coupes, compétitions au niveau de commandement et de district, et à leurs entraîneurs en chef. |
|       | Médaille « Pour mérite dans le maintien de la loi et de l’ordre » Медаль «За заслуги в обеспечении законности и правопорядка» | no 722                                     | 10-04-2014                                                                                         | Décernée au personnel militaire et civil des Forces armées de la fédération de Russie pour une contribution personnelle à la loi et au maintien de l'ordre dans les Forces armées ; pour l'introduction de nouvelles méthodes et façons de travailler qui améliorent considérablement l'état de la loi et du maintien de l'ordre dans les Forces armées ; pour des services au maintien de l'ordre lors d'événements impliquant des militaires des Forces armées ; pour un service impeccable dans la Police militaire des Forces armées pendant au moins 10 ans ; pour la poursuite de l'excellence dans la performance, visant à des mesures préventives pour la prévention de crimes et d’incidents dans les Forces armées ; pour la gestion habile et compétente de personnel subalterne, en aidant à réduire la criminalité et les accidents dans les unités subordonnées, les unités militaires (organisations). Peut également être attribuée à d'autres citoyens de la fédération de Russie qui fournissent une assistance dans la résolution des tâches assignées à la police militaire des Forces armées. |
|       | Médaille « Pour mérites en sécurité technico-matérielle » Медаль «За заслуги в материально-техническом обеспечении» | no 905                                     | 12-12-2014                                                                                         | L'arrêté ministériel ne fut pas encore trouvé dans son intégralité pour traduction à cet article. |
|       | Médaille « Pour service dans le centre de contrôle national pour la défense de la fédération de Russie » Медаль «За службу в Национальном центре управления обороной Российской Федерации»                                                                               | no 912                                     | 12-12-2014                                                                                         | Décernée aux militaires qui sont (ou étaient) en service militaire sous contrat avec le Centre de contrôle national pour la défense de la fédération de Russie, pour initiative et diligence démontrées lors du service militaire pendant trois ans ou plus ; pour distinction dans l'exercice de fonctions militaires et de missions spéciales. Peut également être décernée à d'autres membres des Forces armées de la fédération de Russie, aux membres du personnel civil des Forces armées de la fédération de Russie, et à d'autres citoyens russes, pour une contribution importante à la résolution des tâches assignées au Centre de contrôle national pour la défense de la fédération de Russie. |
|       | Médaille « Pour participation au défilé militaire marquant le 70e anniversaire de la victoire dans la Grande Guerre patriotique de 1941-1945 » Медаль «За участие в военном параде в ознаменование 70-летия Победы в Великой Отечественной войне 1941-1945 гг»           | no 955                                     | 31-12-2014                                                                                         | Décernée au personnel militaire et civil des Forces armées de la fédération de Russie et aux troupes étrangères, des formations et des organismes militaires, pour leur participation active à la préparation du personnel, des armes et de matériel militaire pour le défilé militaire le Jour de la Victoire 2014 à Moscou, pour distinction démontrée lors du défilé militaire. |
|       | Médaille « En souvenir des héros de la patrie » Медаль «Памяти героев Отечества» | no 35                                      | 26-01-2015                                                                                         | Décernée au personnel militaire pour des réalisations exceptionnelles dans le domaine de l'histoire militaire et des sciences humaines ainsi que pour la mise en œuvre des grands projets publics à caractère historique et patriotique. Peut également être attribué à des civils, y compris les étrangers, ayant aidé dans les tâches assignées aux forces armées de la Russie. |
|       | Médaille « Pour service au sein des forces aérospatiales » Медаль «За службу в воздушно-космических силах» | no 470                                     | 01-08-2015                                                                                         | Décernée au personnel militaire et civil ainsi qu’aux vétérans de l’Armée de l’air des Forces armées de la fédération de Russie, pour service (travail) consciencieux de 20 ans ou plus calculé en années calendrier, si préalablement récipiendaire d’une décoration de l'Armée de l'air ou des forces spatiales « Pour mérite », « Pour distinction » ou d’une mention élogieuse. |
|       | Médaille « 100 ans du service de navigation de la Force aérienne » Медаль Медаль «100 лет штурманской службе Военно-воздушных сил» | no 146                                     | 24-03-2016                                                                                         | Décernée au personnel militaire et civil des Forces armées de la fédération de Russie, qui ont servi (travaillé) dans les forces aérospatiales de la fédération de Russie depuis au moins 15 ans, pour grande contribution personnelle au développement du Service de navigation et pour les rendements les plus élevés, ainsi qu’à d'autres soldats, dans la réserve ou à la retraite, avec service militaire précédent dans les forces de défense aérienne ou de la Force aérienne qui ont servi pendant 25 ans ou plus, pour une grande contribution personnelle au développement du Service de navigation. La médaille peut également être décernée aux travailleurs du complexe industriel militaire de la fédération de Russie, et à d'autres citoyens de la fédération de Russie pour leur assistance dans les tâches assignées aux forces aérospatiales. |
|       | Médaille « Pour la libération de Palmyre » Медаль «За освобождение Пальмиры» | no 273                                     | 14-05-2016                                                                                         | Décernée aux militaires des Forces armées de la fédération de Russie et de l'armée arabe syrienne, pour leur participation directe à l’héroïque prise d'assaut et à la libération de Palmyre durant la période du 13 au 27 mars 2016, ainsi qu’aux planificateurs et dirigeants des opérations militaires durant la libération de la ville syrienne. La médaille peut également être décernée aux civils, pour leur aide dans les tâches confiées aux forces militaires unies dans la conduite des opérations militaires pour la libération de Palmyre. |
|       | Médaille « Pour le déminage de Palmyre » Медаль «За разминирование Пальмиры» | no 277                                     | 14-05-2016                                                                                         | Décernée aux soldats du Centre d'action de déminage internationale des Forces armées de la fédération de Russie, et dans certains cas, à d'autres citoyens pour leur dévouement, courage et professionnalisme dans la conduite des opérations de déminage dans la ville syrienne de Palmyre en avril et mai 2016, pour l'exécution de tâches dans la détection et la neutralisation d’engins explosifs dans la région, ainsi que pour l'organisation et le déminage manuel |
|       | Médaille « Vétéran des Forces armées de la fédération de Russie » Медаль «Ветеран Вооруженных сил Российской Федерации» | no 770                                     | 24-11-2016                                                                                         | Décernée pour de nombreuses années de bon service au sein des Forces armées de la fédération de Russie, si déjà attribué des distinctions d’État de la fédération de Russie (ou de l'URSS), ou le Certificat présidentiel d'honneur ou de reconnaissance de la fédération de Russie, ou au moins deux décorations d'un département du ministère de la Défense de la fédération de Russie, et ayant servi sans problème disciplinaire pour 25 ans ou plus en années civiles au moment de la retraite des Forces armées. |
|       | Médaille « Maréchal de l'Union soviétique A.M. Vasilevsky » Медаль «Маршал Советского Союза А.М.Василевский» | no 780                                     | 30-11-2016                                                                                         | Décernée aux officiers de l'État-Major général des Forces armées de la fédération de Russie et aux officiers des quartiers-généraux opérationnels des divisions (départements), des branches des Forces armées de la fédération de Russie, des districts militaires, de la flotte du Nord, des armes des Forces armées de la fédération de Russie, pour une performance exemplaire des tâches militaires et de hauts indicateurs de performance, avec 10 ans ou plus de service. La médaille peut également être décernée aux citoyens dans la réserve ou à la retraite, pour service militaire antérieur dans l'État-Major général des Forces armées russes qui ont servi dans l'armée pour 25 ans ou plus, ainsi qu'aux autres citoyens de la fédération de Russie, pour leur aide à résoudre les tâches assignées à l'État-Major général des Forces armées russes. |
|       | Médaille « Général d’armée Chtemenko » Медаль «Генерал армии Штеменко» | no 222                                     | 10-04-2017                                                                                         | Décernée aux officiers de l'État-Major général des Forces armées de la fédération de Russie, au personnel militaire et civil des organes de mobilisation organisationnelle des Forces armées de la fédération de Russie ou d'unités structurelles pour la protection des secrets d'État des Forces armées de la fédération de Russie, qui ont servi (travaillé) dans des organes de mobilisation organisationnelle des Forces armées de la fédération de Russie, dans des commissariats militaires, dans des unités structurelles pour la protection des secrets d'État des Forces armées de la fédération de Russie, pour un minimum de cinq années civiles: pour une contribution personnelle significative à la préparation de la mobilisation des Forces armées de la fédération de Russie, pour l'organisation et la participation à des activités visant à la préparation de la mobilisation des Forces armées de la fédération de Russie, pour la mise en œuvre d'activités visant à protéger les secrets d'état des Forces armées de la fédération de Russie. La médaille peut être attribuée aux citoyens de la fédération de Russie qui ont servi (travaillé) dans les organes de mobilisation organisationnelle des Forces armées de la fédération de Russie ou d'unités structurelles pour la protection des secrets d'État des Forces armées de la fédération de Russie, avec un temps total de service (travail) de plus de 25 années civiles, elle peut également être décernée aux citoyens sympathiques de la fédération de Russie pour leur assistance dans la résolution des tâches assignées aux organes de mobilisation organisationnelle des Forces armées de la fédération de Russie ou d'unités structurelles pour la protection des secrets d'État des Forces armées de la fédération de Russie. |
|       | Médaille « 100 ans de l'École supérieure de commandement interarmes de Moscou » Медаль «100 лет Московскому ВОКУ» | no 250                                     | 24-04-2017                                                                                         | Décernée au personnel militaire et civil de l'École supérieure de commandement interarmes de Moscou pour distinction dans l'organisation des activités quotidiennes et le développement du processus éducatif ; aux citoyens de la fédération de Russie qui ont déjà servi (travaillé) dans l'école et ont contribué de manière significative à la formation de personnel militaire cadre hautement qualifié ; aux citoyens sympathiques de la fédération de Russie pour leur aide dans la résolution des tâches assignées à l'école. |
|       | Médaille « Participant à la parade navale principale » Медаль «За участие В Главном военно-морском параде» | no 360                                     | 31-05-2017                                                                                         | Décernée au personnel militaire et civil des Forces armées de la fédération de Russie pour distinction affichée lors de la préparation et de la tenue de la parade navale principale ; à d'autres citoyens de la fédération de Russie pour leur assistance lors de la préparation et de la tenue de la parade navale principale. |
|       | Médaille « 5 ans en service militaire » Медаль «5 лет на военной службе» | no 535                                     | 07-09-2017                                                                                         | Décernée aux soldats (marins), sergents et sergents majors des Forces armées de la fédération de Russie, en service militaire sous contrat pour au moins cinq ans en termes de calendrier: pour initiative raisonnable, diligence et distinction en service; pour l'excellent développement de nouveaux modèles d'armes et d'équipements militaires; pour l'exécution réussie des missions spéciales. |
|       | Médaille « Participant aux opérations de maintien de la paix » Медаль «Участнику миротворческой операций» | no 645                                     | 24-10-2017                                                                                         | Décernée au personnel militaire et civil des Forces armées de la fédération de Russie pour distinction spéciale dans la préparation, la sécurité et la conduite d’opérations de maintien de la paix; aux citoyens de la fédération de Russie et aux ressortissants étrangers qui aident à résoudre les tâches confiées aux Forces armées de la fédération de Russie. |
|       | Médaille « Lieutenant-général Kovalev » Медаль «Генерал-лейтенант Ковалев» | no 20                                      | 19-01-2018                                                                                         | Décernée aux officiers et au personnel civil du Service de communications militaires des Forces armées de la fédération de Russie qui ont servi dans les agences militaires de commandement et de contrôle, les installations d'entraînement militaires et les médias militaires pendant au moins 10 années civiles: pour l'organisation des communications militaires des Forces armées de la fédération de Russie; pour mérites dans le développement du service de communications militaires des Forces armées de la fédération de Russie. La médaille peut être décernée à d'autres citoyens de la fédération de Russie, pour avoir aidé à résoudre les problèmes rencontrés par le Service de communications des Forces armées de la fédération de Russie |
|       | Médaille « 100 ans de commerce militaire » Медаль «100 лет военной торговле» | no 111                                     | 07-03-2018                                                                                         | Décernée au personnel militaire et civil des Forces armées de la fédération de Russie pour une importante contribution personnelle à l'organisation logistique techno-matérielle des troupes (forces); aux citoyens de la fédération de Russie qui ont déjà servi (travaillé) dans le système de commerce militaire et ont apporté une contribution significative au commerce et au soutien des consommateurs des forces armées de la fédération de Russie; à d’autres citoyens de la fédération de Russie pour leur aide dans la résolution des problèmes rencontrés dans le commerce et le soutien des consommateurs aux forces armées de la fédération de Russie. |
|       | Médaille « Pour mérite lors d'activités spéciales » Медаль «За заслуги в специальной деятельности» | no 430                                     | 02-08-2018                                                                                         | Texte de l’arrêté ministériel non publié à ce jour. |
|       | Médaille « Pour diligence dans la performance de tâches de défense radiologique, chimique et biologique » Медаль «За усердие при выполнении задач радиационной, химической и биологической защиты»                                                                       | no 500                                     | 18-03-2018                                                                                         | Décernée au personnel militaire et civil des Troupes de défense radiologique, chimique et biologique des Forces armées de la fédération de Russie, avec au moins 5 années de service (travail) au sein des Troupes de défense radiologique, chimique et biologique des Forces armées de la fédération de Russie, pour une grande contribution personnelle au soutien de la défense radiologique, chimique et biologique aux Forces armées de la fédération de Russie; pour l’atteinte d’indicateurs de performance élevés dans le service et le travail; pour la direction habile et compétente du personnel subordonné; aux citoyens de la fédération de Russie qui ont déjà servi (travaillé) pendant au moins 20 ans dans les Troupes de défense radiologique, chimique et biologique des Forces armées de la fédération de Russie, à d'autres citoyens de la fédération de Russie pour leur aide à la résolution des problèmes rencontrés par les Troupes de défense radiologique, chimique et biologique des Forces armées de la fédération de Russie. |
|       | Médaille « Participant aux manœuvres militaires - Vostok 2018 » Медаль «Участнику маневров войск(сил) - Восток 2018» | no 560                                     | 09-10-2018                                                                                         | Décernée au personnel militaire et civil des Forces armées de la fédération de Russie pour leurs habilités et performances élevées en campagne terrestre, navale et aérienne, acquises lors de la conduite des manœuvres militaires - Vostok 2018; pour des réalisations dans le développement et l'amélioration des techniques et méthodes de conduite d'opérations de combat, augmentant l'efficacité dans l'utilisation des armes et du matériel militaire, démontrées lors de la conduite des manœuvres militaires - Vostok 2018; pour distinction dans la formation du personnel à l'utilisation des armes et du matériel militaire pour effectuer les manœuvres militaires - Vostok 2018. Peut également être décernée à d'autres citoyens de la fédération de Russie et à des ressortissants étrangers pour leur aide à la préparation et à la conduite des manœuvres militaires - Vostok 2018. |
|       | Médaille « Pour des réalisations en labeurs politico-militaires » Медаль «За достижения в военно-политической работе» | no 675                                     | 23-11-2018                                                                                         | Décernée au personnel militaire et civil des Forces armées de la fédération de Russie ayant servi (travaillé) dans des organes politico-militaires des Forces armées de la fédération de Russie (organes travaillant avec le personnel des Forces armées de la fédération de Russie, organes des activités éducatives des Forces armées de la fédération de Russie) pendant au moins 10 ans; pour initiative raisonnable, diligence et distinction dans le service; pour un service civil impeccable et efficace; pour l'exercice consciencieux des devoirs; pour l'organisation exemplaire du travail politico-militaire; pour maintenir un haut niveau constant de moral; à d'autres citoyens de la fédération de Russie pour leur aide dans la résolution des problèmes rencontrés par les organes politico-militaires des Forces armées de la fédération de Russie. |
|       | Médaille « Pour contributions aux activités de congrès et d'exposition » Медаль «За вклад в конгрессно-выставочную деятельность» | no 711                                     | 13-12-2018                                                                                         | Décernée au personnel militaire et civil des Forces armées de la fédération de Russie ayant contribué de manière significative au développement et à la mise en œuvre d’activités de congrès et d'exposition des Forces armées de la fédération de Russie, ainsi qu'à d'autres citoyens de la fédération de Russie et à des ressortissants étrangers aide à l'organisation et à la réalisation de congrès et d'expositions du ministère de la Défense de la fédération de Russie. |
|       | Médaille « Pour contribution au développement des jeux internationaux de l'armée » Медаль «За вклад в развитие Армейских международных игр» | no 50                                      | 08-02-2019                                                                                         | Décernée au personnel militaire et civil des Forces armées de la fédération de Russie pour une grande contribution au développement des Jeux internationaux de l’armée; pour mérite et distinction manifestés dans la préparation et la conduite des Jeux internationaux de l'armée; pour d'excellentes performances dans l'entraînement au sol (et aérien et naval) au cours des Jeux internationaux de l'Armée; également décernée à d'autres citoyens de la fédération de Russie et à des ressortissants étrangers pour leur assistance dans l'organisation et la conduite des Jeux internationaux de l'armée. |
|       | Médaille « Participant dans la liquidation des conséquences de la situation d’urgence sur la rivière Boureïa » Медаль «Участнику ликвидации последствий чрезвычайной ситуации на реке Бурея»                                                                             | no 65                                      | 08-02-2019                                                                                         | Décernée au personnel militaire et civil des Forces armées de la fédération de Russie et à d'autres citoyens de la fédération de Russie: pour dévouement au travail, pour des actions décisives et habiles à la suite de la situation d'urgence sur la rivière Boureïa en 2019; pour la planification, le soutien et la gestion réussis des actions de subordonnés dans l'exécution de tâches visant à éliminer les conséquences de la situation d'urgence sur la rivière Boureïa en 2019; pour une aide à mener à bien, accompagner et assurer l'achèvement d'activités visant à éliminer les conséquences de la situation d'urgence sur la rivière Boureïa en 2019. |
|       | Médaille « Pour service au sein des forces de missiles stratégiques » Медаль «За службу в Ракетных войсках стратегического назначения» | no 174                                     | 28-03-2019                                                                                         | Décernée au personnel militaire et aux fonctionnaires fédéraux servant dans les Forces de missiles stratégiques, si précédemment décerné la décoration (médaille) du ministère de la Défense de la fédération de Russie « Maréchal en chef d’artillerie Nedeline » ou la décoration du ministère de la Défense de la Russie fédération « Pour des missions de combat au sein des forces de missiles stratégiques » : pour initiative raisonnable, diligence et distinction dans le service; pour un service civil impeccable et efficace; pour mérite dans la planification, l'organisation et la sécurité de missions de combat; pour excellence en service militaire, pour l'exercice exemplaire de fonctions officielles. Peut également être décernée à d'autres citoyens de la fédération de Russie qui ont déjà servi dans les Forces de missiles stratégiques, pour leur aide dans la résolution de problèmes rencontrés par les Forces de missiles stratégiques. |
|       | Médaille « Maréchal en chef d’artillerie Nedeline » Медаль «Главный маршал артиллерии Неделин» | no 175                                     | 28-03-2019                                                                                         | Décernée au personnel militaire et civil des Forces de missiles stratégiques ayant servi (travaillé) dans les Forces de missiles stratégiques pendant au moins 10 ans: pour initiative raisonnable, diligence et distinction en service; pour un service civil impeccable et efficace; pour l'exercice consciencieux de fonctions officielles; pour distinction affichée dans l'exercice de fonctions officielles (spéciales), dans l'exercice de fonctions de combat, dans l'accomplissement de tâches spéciales; pour une contribution significative aux Forces de missiles stratégiques. Peut également être décernée à d'autres citoyens de la fédération de Russie pour leur assistance dans la résolution des problèmes rencontrés par les Forces de missiles stratégiques. |
|       | Médaille « Pour contribution au développement de la coopération militaire internationale » Медаль «За вклад в развитие международного военного сотрудничества» | no 247                                     | 27-04-2019                                                                                         | Décernée au personnel militaire et civil des Forces armées de la fédération de Russie pour une importante contribution au développement de la coopération militaire internationale, pour mérite et distinction manifestés au cours de la préparation et de la conduite d'exercices militaires conjoints, d'événements humanitaires, éducatifs et culturels internationaux, de la mise en œuvre d’obligations internationales dans le domaine du contrôle des armements, de la préparation et de la conclusion de traités et accords internationaux, ainsi que d’autres mérites dans le domaine de la coopération militaire internationale. Peut également être décernée à d'autres citoyens de la fédération de Russie et à des ressortissants étrangers pour leur assistance dans la résolution des problèmes rencontrés dans le domaine de la coopération militaire internationale. |
|       | Médaille "Colonel-Général Byzov" Медаль «Генерал-полковник Бызов» | no 373                                     | 06-07-2019                                                                                         | Décernée au personnel militaire et civil du Service topographique des Forces armées de la fédération de Russie avec au moins dix ans de service (de travail) au sein du Service topographique des Forces armées de la fédération de Russie pour initiative raisonnable, diligence et grande contribution personnelle au développement et à l'amélioration du soutien topographique, géodésique et de navigation aux Forces armées de la fédération de Russie. Pour une fonction publique impeccable et efficace et pour une exécution consciencieuse des tâches de travail. Peut également être décernée à d'autres citoyens de la fédération de Russie pour leur assistance dans la résolution des tâches confiées au Service topographique des Forces armées de la fédération de Russie. |
|       | Médaille "Pour contribution au renforcement de la défense de la fédération de Russie" Медаль «За вклад в укрепление обороны Российской Федерации» | no 464                                     | 04-09-2019                                                                                         | Décernée au personnel militaire et civil des Forces armées de la fédération de Russie pour une importante contribution au renforcement de la défense de la fédération de Russie; pour l'organisation et le développement fructueux de l'interaction des Forces armées de la fédération de Russie avec les organes fédéraux de la fédération de Russie, les organes fédéraux des entités constitutives de la fédération de Russie et les organes et organisations locales de la fédération de Russie dans la résolution des problèmes visant à renforcer la défense de la fédération de Russie. Peut également être décernée aux citoyens de la fédération de Russie pour avoir aidé à résoudre les tâches assignées aux Forces armées de la fédération de Russie visant à renforcer la défense de la fédération de Russie |
|       | Médaille "Pour contribution à l’implémentation du programme d’armement d’État" Медаль «За вклад в реализацию государственной программы вооружения» | no 504                                     | 04-09-2019                                                                                         | Décernée au personnel militaire et civil des Forces armées de la fédération de Russie pour contribution à la planification en temps opportun et de haute qualité d'activités du programme d'armement de l'État, à l'attribution et à la mise en œuvre de tâches de la défense de l'État chargée du développement (modernisation), de la production (réparation) de systèmes, de systèmes et de modèles d'armes, d'équipements militaires spéciaux et de leurs composantes, à l'organisation du fonctionnement d'armes, d'équipements militaires et spéciaux. Peut également être décernée aux citoyens de la fédération de Russie et aux ressortissants étrangers pour leur aide à résoudre les tâches assignées aux Forces armées de la fédération de Russie dans la mise en œuvre du programme d'État d'armement. |
|       | Médaille "Pour distinction dans la sécurité financière" Медаль «За отличие в финансовом обеспечении» | no 530                                     | 13-09-2019                                                                                         | Décernée au personnel militaire et civil du Service financier et économique des Forces armées de la fédération de Russie avec au moins quinze ans de service (travail) au Service financier et économique des Forces armées de la fédération de Russie: pour initiative raisonnable, diligence et distinction dans le service; pour une fonction publique impeccable et efficace; pour l'exécution consciencieuse des tâches de travail; pour l’atteinte de performances élevées dans les domaines d'activité. Peut également être décernée à d'autres citoyens de la fédération de Russie qui ont aidé à résoudre les tâches confiées au Service financier et économique des forces armées de la fédération de Russie. |
|       | Médaille "Pour participation au défilé militaire marquant le 75e anniversaire de la victoire dans la Grande Guerre patriotique de 1941-1945" Медаль «За участие в военном параде в ознаменование 75-летия Победы в Великой Отечественной войне 1941-1945 гг»             | no 590                                     | 17-10-2019                                                                                         | Décernée au personnel militaire des Forces armées de la fédération de Russie et aux troupes étrangères participant au défilé militaire marquant le 75e anniversaire de la victoire dans la Grande Guerre patriotique de 1941-1945, au personnel militaire et civil des Forces armées de la fédération de Russie des formations et des organismes militaires, pour leur participation active à la préparation du personnel, des armes et de matériel militaire pour le défilé militaire marquant le 75e anniversaire de la victoire dans la Grande Guerre patriotique de 1941-1945 à Moscou, dans les autres Villes héroïnes, ainsi que dans les villes où siègent les quartiers-généraux de districts, de flottes, de forces combinées ainsi que de la Flottille de la Caspienne ; pour distinction démontrée lors du défilé militaire marquant le 75e anniversaire de la victoire dans la Grande Guerre patriotique de 1941-1945, dans les Villes héroïnes et autres villes, ainsi que dans les villes où siègent les districts militaires, les flottes, les quartiers-généraux des forces combinées ainsi que le siège de la Flottille de la Caspienne. |
|       | Médaille du jubilée "100 ans de l’Académie de l’Armée de l’air nommée Professeur N. E. Joukovski et Y. A. Gagarine" Юбилейная медаль «100 лет Военно-воздушной академии имени профессора Н. Е. Жуковского и Ю. А. Гагарина»                                              | no 747                                     | 19-12-2019                                                                                         | Décernée au personnel militaire et civil du Centre de formation militaire de la Force aérienne «Académie de la Force aérienne nommée pour le professeur N.E. Joukovski et Y.A. Gagarine» pour initiative raisonnable, zèle et distinction en service, pour une exécution consciencieuse des tâches de travail, pour distinction dans l'organisation d'activités quotidiennes et du développement du processus éducatif. Peut également être décernée à d'autres citoyens de la fédération de Russie qui ont aidé à résoudre les tâches confiées à l'Académie. |
|       | Médaille "Maréchal des troupes d'ingénierie Chestopalov" Медаль «Маршал инженерных войск Шестопалов» | no 752                                     | 19-12-2019                                                                                         | Décernée au personnel militaire et civil des Forces armées de la fédération de Russie avec au moins dix ans de service (travail) dans le complexe de construction militaire du ministère de la Défense de la fédération de Russie, pour initiative raisonnable, diligence et distinction en service; pour une fonction publique impeccable et efficace; pour l'exercice consciencieux de fonctions officielles; pour une contribution personnelle significative à l'amélioration de l'efficacité de la construction cruciale et du niveau technique de la production de construction militaire; pour le développement et la mise en œuvre réussie de nouvelles technologies visant à améliorer la construction des installations des infrastructures militaires et publiques, pour l'application de technologies innovantes dans la construction (reconstruction) ou la révision des installations militaires cruciales, pour la production de matériaux de construction modernes de haute qualité, pour la conceptions de produits de construction économes en énergie et respectueux de l'environnement, destinés à la construction d'installations des infrastructures militaires et publiques, pour l'exécution de tâches spéciales assignées au complexe de construction militaire du ministère de la Défense de la fédération de Russie. Peut également être décernée à d'autres citoyens de la fédération de Russie qui ont aidé à résoudre les tâches assignées au complexe de construction militaire du ministère de la Défense de la fédération de Russie. |
|       | Médaille "Lieutenant-Général Karpinsky" Медаль «Генерал-лейтенант Карпинский» | no 333                                     | 27-07-2020                                                                                         | Décernée au personnel militaire et civil des Forces armées de la fédération de Russie, avec au moins 10 ans de service (travail) dans le Service de l'habillement des Forces armées de la fédération de Russie, pour initiative raisonnable, diligence et distinction en service; pour service impeccable et efficace au sein de la fonction publique; pour l'exercice consciencieux de fonctions officielles; pour une importante contribution personnelle dans le développement et l'amélioration des vêtements militaires. La médaille peut également être décernée aux citoyens de la fédération de Russie qui ont servi (travaillé) pendant au moins 20 ans dans le Service vestimentaire des Forces armées de la fédération de Russie, et à d'autres citoyens de la fédération de Russie pour avoir aidé à résoudre les tâches assignées au Service de l'habillement. |
|       | Médaille "Pour la lutte contre la pandémie COVID-19" Медаль «За борьбу с пандемией COVID-19» | no 414                                     | 03-09-2020                                                                                         | Décernée au personnel militaire et civil des Forces armées de la fédération de Russie, pour une contribution significative à la lutte contre la nouvelle pandémie coronavirus COVID19, pour dévouement et professionnalisme manifestés dans l'exercice de fonctions militaires et officielles, l'exécution consciencieuse de fonctions officielles dans la disposition d'assistance médicale et autre visant à lutter contre l'infection coronavirus; pour mérite dans le développement et la mise en œuvre de traitements contre l'infection coronavirus; pour l'organisation très efficace de travaux de diagnostic et de traitement de l'infection coronavirus. Peut également être décernée à d'autres citoyens de la fédération de Russie ou à des ressortissants étrangers, aidant les Forces armées de la fédération de Russie à résoudre des problèmes dans la lutte contre l'infection coronavirus. |
|       | Médaille "Pour mérites reliés à la Sécurité des vols" Медаль «За заслуги в обеспечении безопасности полетов» | no 490                                     | 29-09-2020                                                                                         | Décernée au personnel militaire et civil des Forces armées de la fédération de Russie comptant au moins cinq ans de service, pour mérites dans l'exercice de fonctions visant à assurer la sécurité des vols et à prévenir les accidents aériens. Peut également être décernée à d'autres citoyens de la fédération de Russie qui ont participé à des tâches visant à assurer la sécurité des vols. |
|       | Médaille "Lieutenant-Général Belyusov" Медаль «Генерал-лейтенант Белюсов» | no 500                                     | 02-10-2020                                                                                         | Décernée au personnel militaire et civil des Forces armées de la fédération de Russie, pour mérite spécial dans le service officiel (travail) et les activités scientifiques visant à assurer la protection des secrets d'État des Forces armées de la fédération de Russie (ZGT VS); pour une contribution personnelle substantielle au développement et à l'amélioration du service ZGT VS. La médaille peut également être décernée à d'autres citoyens de la fédération de Russie, pour assistance dans la résolution des tâches assignées au service ZGT VS. |
|       | Médaille du jubilée "200e anniversaire de l'Académie militaire des Forces de missiles stratégiques Pierre le Grand" Юбилейная медаль «200 лет Военной академии РВСН имени Петра Великого»                                                                                | no 629                                     | 26-11-2020                                                                                         | Décernée au personnel militaire et civil de l'Académie militaire des Forces de missiles stratégiques Pierre le Grand, pour initiative raisonnable, diligence et distinction en service ; pour l'exécution consciencieuse de tâches; pour distinction dans le développement du processus éducatif et dans les activités quotidiennes. La médaille peut également être décernée à d'autres citoyens de la fédération de Russie, pour assistance dans la résolution des tâches assignées à l'académie. |
|       | Médaille "Colonel-Général du Service medical Smirnov" Медаль «Генерал-полковник медицинской службы Смирнов» | no 685                                     | 15-12-2020                                                                                         | Décernée au personnel militaire et civil des Forces armées de la fédération de Russie ayant au moins quinze ans de service (travail) au sein du Service médical des Forces armées de la fédération de Russie, pour initiative raisonnable, diligence et distinction en service, pour l’exécution consciencieuse de tâches; pour une grande contribution personnelle au développement du soutien médical des troupes (forces); pour des réalisations spéciales et l'exécution exemplaire des tâches et des mesures de soutien médical pour les troupes (forces). La médaille peut également être décernée à d'autres citoyens de la fédération de Russie qui ont servi (travaillé) pendant au moins 20 ans dans le Service médical des Forces armées de la fédération de Russie, pour avoir aidé à résoudre les tâches assignées au service médical, ainsi que pour une grande contribution personnelle et des réalisations spéciales dans le développement du soutien médical aux Forces armées de la fédération de Russie. |
|       | Médaille "Pour service en soutien d’information" Медаль «За заслуги в информационном обеспечении» | no 256                                     | 05-05-2021                                                                                         | Décernée au personnel militaire et civil du Département de l'information et des communications de masse du ministère de la Défense de la fédération de Russie ainsi que des organismes de soutien à l'information des Forces armées de la fédération de Russie, avec au moins trois années de service (travail) dans le Département des communications de masse du ministère de la Défense de la fédération de Russie ou des organismes de soutien à l'information des Forces armées de la fédération de Russie, pour initiative raisonnable, diligence et distinction dans le service; pour service impeccable et efficace au sein de la fonction publique; pour l'exécution consciencieuse des tâches; pour distinction affichée dans l'exercice de fonctions officielles, lors de missions spéciales; pour des contributions importantes au développement des organes de soutien à l'information des Forces armées de la fédération de Russie. |
|       | Médaille "Konstantin Simonov" Медаль «Константин Симонов» | no 257                                     | 05-05-2021                                                                                         | Décernée au personnel militaire et civil du Département de l'information et des communications de masse du ministère de la Défense de la fédération de Russie ainsi que des organismes de soutien à l'information des Forces armées de la fédération de Russie, avec au moins cinq années de service (travail) dans le Département des communications de masse du ministère de la Défense de la fédération de Russie ou des organismes de soutien à l'information des Forces armées de la fédération de Russie, pour initiative raisonnable, diligence et distinction en service; pour service impeccable et efficace au sein de la fonction publique; pour l'exécution consciencieuse des tâches; pour distinction affichée dans l'exercice de fonctions officielles, lors de missions spéciales; pour d’importantes contributions au développement des organes de soutien à l'information des Forces armées de la fédération de Russie. La médaille peut également être décernée à d'autres citoyens de la fédération de Russie et à des ressortissants étrangers pour avoir aidé à résoudre les tâches confiées au Département de l'information et des communications de masse du ministère de la Défense de la fédération de Russie ou aux organes de soutien à l'information des Forces armées de la fédération de Russie. |
|       | Médaille "Participant à l'opération du maintien de la paix au Haut-Karabakh" Медаль «Участнику миротворческой операции в Нагорном Карабахе» | no 630                                     | 27-10-2021                                                                                         | Décernée au personnel militaire et civil des Forces armées de la fédération de Russie pour distinction particulière lors de l'opération du maintien de la paix au Haut-Karabakh ; pour la direction réussie d’actions de subordonnés au cours de l'opération du maintien de la paix au Haut-Karabakh ; pour une grande contribution personnelle à l'accomplissement des tâches de l'opération du maintien de la paix au Haut-Karabakh. La médaille peut également être décernée à d'autres citoyens de la fédération de Russie et à des citoyens étrangers qui ont aidé à résoudre les missions confiées aux Forces armées de la fédération de Russie dans le cadre de l'opération du maintien de la paix au Haut-Karabakh. |

### Décorations «Pour mérites»
| Avers | Nom (français/russe) | Arrêté ministériel | Date                             | Critères |
| ----- | --- | ------------------ | -------------------------------- | --- |
|       | Décoration « Pour mérites » du Service juridique des Forces armées Знак Отличия «За Заслуги» Юридическая Служба Вооруженных Сил | no 5 - no 547      | 31-01-2001 ---------- 07-12-2007 | Décernée aux militaires et membres du personnel civil qui ont servi (travaillé) au service juridique des Forces armées pendant 5 ans ou plus, pour distinction dans l'exercice de fonctions officielles, durant des activités visant à renforcer le droit, en veillant à la légalité des activités des organes centraux de l'administration, des associations, des formations, unités et organisations militaires des Forces armées de la fédération de Russie. |
|       | Décoration « Pour mérites » du département administratif du personnel du ministère de la Défense Знак Отличия «За Заслуги» Личного Состава Управления Делами Министерства Обороны | no 500             | 29-12-2001                       | Décernée aux militaires des départements administratifs du personnel du ministère de la Défense de la fédération de Russie avec au moins un an d'ancienneté dans le service, pour initiative, diligence et distinction dans l'exercice de fonctions militaires ; également attribuée aux membres du personnel civil qui ont travaillé dans le service pendant au moins cinq ans, pour de hautes performances dans les activités scientifiques et socio-culturelles. |
|       | Décoration « Pour mérites » du personnel militaire des Forces terrestres Знак Отличия «За Заслуги» Военнослужащих Сухопутных Войск. | no 540             | 30-12-2001                       | Décernée aux officiers et adjudants qui servent dans les forces terrestres: pour leur performance exemplaire de tâches militaires et de haute performance ; pour avoir planifié, organisé et assuré du leadership ; pour d'excellentes performances en matière de formation au combat et opérationnelle. |
|       | Décoration « Pour mérites » du personnel militaire des forces spatiales Знак Отличия «За Заслуги» Военнослужащих Космических Войск | no 125 - no 470    | 19-03-2002 ---------- 01-08-2015 | Était décernée aux soldats des forces spatiales pour initiative, diligence et distinction dans l'exercice de fonctions militaires. Pouvait également être décernée aux membres du personnel civil des forces spatiales pour de hautes performances dans les activités commerciales et scientifiques, ainsi qu’à d'autres personnes pour leur aide dans l'exécution des tâches assignées aux forces spatiales. Abrogée par l'arrêté d'août 2015, remplacée par la décoration « Pour mérites » des forces aérospatiales. |
|       | Décoration « Pour mérites » du personnel militaire du bureau des opérations de l'État-Major général des Forces armées Знак Отличия «За Заслуги» Военнослужащих Главного Оперативного Управления Генерального Штаба Вооруженных Сил                                                                             | no 455             | 16-11-2002                       | Décernée aux généraux, officiers et sous-officiers, servant dans le bureau des opérations principales de l'État-Major général des Forces armées de la fédération de Russie, pour diligence et initiative démontrées dans l'exécution de fonctions officielles, et qui ont servi dans le bureau des opérations principales de l'État-Major général des Forces armées pendant au moins trois ans. |
|       | Décoration « Pour mérites » du personnel militaire du bureau central du personnel du ministère de la Défense Знак Отличия «За Заслуги» Военнослужащих Главного Управления Кадров Министерства Обороны | no 165             | 17-05-2003                       | Décernée aux militaires servant dans le bureau central du personnel du ministère de la Défense de la fédération de Russie pour au moins trois années de travail acharné et d'initiative démontrée durant l'exercice de fonctions officielles. |
|       | Décoration « Pour mérites » du personnel militaire du bureau central de la mobilisation de l’État-Major general des Forces armées Знак Отличия «За Заслуги» военнослужащих Главного организационно-мобилизационного управления Генерального штаба Вооруженных Сил                                              | no 308             | 03-08-2003                       | Décernée aux officiers et adjudants du bureau central de la mobilisation de l’État-Major général des Forces armées de la fédération de Russie qui y ont servi pendant au moins trois années, pour diligence et initiative démontrées durant l'exercice de fonctions officielles. |
|       | Décoration « Pour mérites » des Forces aériennes Знак Отличия «За Заслуги» Военно-воздушным сил | no 240 - no 470    | 13-08-2004 ---------- 01-08-2015 | Décernée aux officiers et adjudants après 5 ans ou plus dans l’Armée de l’air pour performance exemplaire de fonctions militaires, pour leadership compétence de subordonnés, pour des taux élevés de performance ; pour la planification, l'organisation et la réalisation d’exercices de défense aérienne de combat et de manœuvres ; pour d’excellents résultats dans l’entraînement de subordonnés ou dans le développement de nouvelles technologies d’armes ; pour excellence professionnelle et des performances supérieures dans la formation de combat et opérationnelle. Abrogée par l'arrêté 470 d'août 2015 et remplacée par la décoration « Pour mérites » des forces aérospatiales. |
|       | Décoration « Pour mérites » du personnel du cabinet du ministre de la Défense Знак Отличия «За Заслуги» Аппарат Министра Обороны | no 90              | 19-03-2005                       | Décernée aux militaires et membres du personnel civil du cabinet du ministre de la Défense de la fédération de Russie pour zèle et initiative démontrée dans l'exercice de fonctions officielles qui ont servi (travaillé) dans le cabinet pendant au moins trois ans. |
|       | Décoration « Pour mérites » du personnel militaire des troupes aéroportées Знак Отличия «За Заслуги» Военнослужащих Воздушно-Десантных Войск | no 182             | 06-05-2005                       | Décernée aux officiers et adjudants servant dans les troupes aéroportées depuis 5 ans ou plus: pour une performance exemplaire de fonctions militaires ; pour des résultats exceptionnels dans la formation et dans l'éducation des subordonnés ou dans le développement de nouvelles technologies et d’armes ; pour l'excellence professionnelle et des performances supérieures en matière de formation au combat. |
|       | Décoration « Pour mérites » du personnel du bureau de l'information et des relations publiques du ministère de la Défense Знак Отличия «За Заслуги» Личного Состава Управления Информации И Общественных Связей Министерства Обороны                                                                           | no 464             | 02-11-2005                       | Décernée au personnel militaire et civil du bureau de l'information et des relations publiques du ministère de la Défense de la Russie qui ont servi dans le département pendant au moins 3 ans: pour performance exemplaire de fonctions militaires et de hauts indicateurs de performance ; pour diligence et initiative démontrées durant l'exercice de fonctions officielles. |
|       | Décoration « Pour mérites dans le travail éducatif » Знак отличия «За заслуги в воспитательной работе» | no 375             | 27-09-2007                       | Décernée au personnel militaire et civil de la direction générale de l'éducation des Forces armées de la fédération de Russie, les organes de l'éducation des forces armées et de leurs organismes subordonnés: pour diligence et initiative démontrés dans l'exercice de fonctions pour l'amélioration de la qualité et de l'organisation du système éducatif militaire, et qui ont servi (travaillé) dans les organes administratifs et éducatifs de l'enseignement militaire pendant au moins 10 ans. Peut également être décernée aux citoyens servant dans les réserves ou à la retraite du service militaire qui sont en service dans les organes administratifs et éducatifs de l'enseignement militaire avec une durée totale de service de 25 ans ou plus ; peut aussi être décernée au personnel militaire actif et au personnel civil des organismes militaires, ainsi qu'aux citoyens de la fédération de Russie pour une assistance spéciale dans l'exécution des tâches confiées à la gestion et organismes éducatifs du ministère de la Défense. |
|       | Décoration « Pour mérites » du personnel militaire de la Marine Знак Отличия «За Заслуги» Военнослужащих ВМФ | no 3435            | 03-11-2012                       | L’arrêté ministériel fut identifié mais ne fut pas trouvé dans son intégralité pour traduction pour cet article. |
|       | Décoration « Pour mérites » Direction principale pour la coopération militaire internationale Знак Отличия «За Заслуги» Главного управления международного военного сотрудничества | no 1935            | 17-07-2012                       | L’arrêté ministériel fut identifié mais ne fut pas trouvé dans son intégralité pour traduction pour cet article. |
|       | Décoration « Pour mérites » des troupes de guerre électronique Знак Отличия «За Заслуги» Войск Радиоэлектронной Борьбы | no 949             | 23-12-2013                       | L’arrêté ministériel fut identifié mais ne fut pas trouvé dans son intégralité pour traduction pour cet article. |
|       | Décoration « Pour mérites » de la direction centrale automobile des blindés Знак Отличия «За Заслуги» Главного автобронетанкового управления | no 105             | 04-02-2014                       | L’arrêté ministériel fut identifié mais ne fut pas trouvé dans son intégralité pour traduction pour cet article. |
|       | Décoration « Pour mérites » du Centre de contrôle national pour la défense de la fédération de Russie Знак Отличия «За Заслуги» Национального центра управления обороной Российской Федерации | no 910             | 12-12-2014                       | Décernée au personnel militaire et civil des Forces armées de la fédération de Russie avec un service d'au moins une année civile dans le Centre de Contrôle national pour la défense de la fédération de Russie: pour diligence et initiative démontrés pendant l'exercice de fonctions officielles et spéciales, pour des indicateurs de performance élevés dans les activités de services ; pour services en matière de planification, d'organisation et à assurer des listes de forces parées au combat et le commandement et contrôle centralisé de troupes (forces) ; pour excellence professionnelle et des résultats positifs dans la formation et l'éducation de personnel subalterne. |
|       | Décoration « Pour mérites » des forces aérospatiales Знак Отличия «За Заслуги» Воздушно-космических Сил | no 470             | 01-08-2015                       | Décernée aux officiers et aux adjudants en service militaire avec les forces aérospatiales depuis au moins cinq ans: pour performance exemplaire du devoir militaire, pour gestion habile et compétente de subordonnés dans des équipages d'alerte, pour des indicateurs de performance élevés ; pour des services de planification, l'organisation et la préparation d'équipages d'alerte de défense aérienne (service opérationnel) ; pour des résultats élevés en matière d'éducation du personnel subalterne ou dans le développement de nouveaux équipements et d'armes ; pour l'excellence professionnelle, pour une excellente performance dans la formation de combat et d'entraînement opérationnel (aérien). |
|       | Décoration « Pour mérites » du Personnel militaire des troupes d'ingénierie Знак Отличия «За Заслуги» Военнослужащих инженерных войск | no 670             | 30-10-2015                       | L’arrêté ministériel fut identifié mais ne fut pas trouvé dans son intégralité pour traduction pour cet article. |
|       | Décoration « Pour mérites » Bureau du ministère de la Défense pour les entrepreneurs civils Знак Отличия «За Заслуги» Управления Министерства обороны по работе с обращениями граждан | no 275             | 22-05-2015                       | L’arrêté ministériel fut identifié mais ne fut pas trouvé dans son intégralité pour traduction pour cet article. |
|       | Décoration « Pour mérites » Direction centrale pour le contrôle et la supervision des activités du ministère de la Défense Знак Отличия «За Заслуги» Главного управления контрольной и надзорной деятельности Министерства обороны                                                                             | no 690             | 14-11-2015                       | L’arrêté ministériel fut identifié mais ne fut pas trouvé dans son intégralité pour traduction pour cet article. |
|       | Décoration « Pour mérites » Inspectorat militaire central des automobiles du ministère de la Défense Знак Отличия «За Заслуги» Военной автомобильной инспекции Министерства обороны | no 715             | 20-11-2015                       | L’arrêté ministériel fut identifié mais ne fut pas trouvé dans son intégralité pour traduction pour cet article. |
|       | Décoration « Pour mérites » Service financier et économique des Forces armées Знак Отличия «За Заслуги» Финансово-экономической службы Вооруженных Сил | no 60              | 15-02-2016                       | L’arrêté ministériel fut identifié mais ne fut pas trouvé dans son intégralité pour traduction pour cet article. |
|       | Décoration « Pour mérites » Direction centrale pour la recherche scientifique et le soutien technologique des technologies de pointe Знак Отличия «За Заслуги» Главного управления научно-исследовательской деятельности и технологического сопровожденния передовых технологий                                | no 145             | 23-03-2016                       | L’arrêté ministériel fut identifié mais ne fut pas trouvé dans son intégralité pour traduction pour cet article. |
|       | Décoration « Pour mérites » Direction centrale du ministère de la Défense des roquettes et de l’artillerie Знак Отличия «За Заслуги» Главного ракетно-артиллернийского управления Министерства обороны | no 310             | 30-05-2016                       | L’arrêté ministériel fut identifié mais ne fut pas trouvé dans son intégralité pour traduction pour cet article. |
|       | Décoration « Pour mérites » Forces de missiles stratégiques Военнослужащих Ракетных Войск Стратегического Назначения Знак «За Заслуги» | no 805             | 05-12-2016                       | Décernée aux officiers, adjudants et membres du personnel civil des forces de missiles stratégiques, pour dévouement et initiative démontrés lors de l'exercice de fonctions officielles, pour de hauts indicateurs de performance, qui ont servi (travaillé) dans les forces stratégiques de missiles au moins cinq ans et avec une durée totale de service militaire ou publique d'au moins 10 ans ; aux citoyens de la fédération de Russie, avec un service militaire ou un service public de l'État antérieur dans les forces stratégiques de missiles avec une durée totale de service militaire ou civil de 20 ans ou plus ; aux officiers, adjudants et membres du personnel civil des Forces armées de la fédération de Russie avec un service (militaire ou civil) dans d'autres organismes de commandement militaire, ainsi qu'aux autres citoyens de la fédération de Russie qui ont apporté leur aide pour résoudre les tâches assignées aux forces de missiles stratégiques.                                                                      |
|       | Décoration « Pour mérites » Département du ministère de la Défense pour la culture Знак Отличия «За Заслуги» Департамента культуры Министерства обороны | no 820             | 16-12-2016                       | Décernée aux fonctionnaires du département de la culture du ministère de la Défense de la fédération de Russie avec une durée totale de service (travail) dans les Forces armées de la fédération de Russie d'au moins cinq ans, pour initiative raisonnable, diligence et distinction en service ; pour un service public excellent et efficace ; pour une haute performance dans les activités professionnelles. Peut également être décernée à d'autres citoyens de la fédération de Russie qui aident au développement de la culture dans les Forces armées russes. |
|       | Décoration « Pour mérites » Département du logement du ministère de la Défense Знак Отличия «За Заслуги» Департамента жилищного обеспечения Министерства обороны | no 22              | 11-01-2017                       | Décernée aux militaires et aux membres du personnel civil du département du logement du ministère de la Défense de la fédération de Russie, avec une durée totale de service (travail) dans le département du logement du ministère de la Défense d'au moins deux années (calendrier), pour initiative raisonnable, diligence et distinction en service ; pour un excellent et efficace service public ; pour le fidèle respect d’obligations et une haute performance dans les activités professionnelles. Peut également être décernée au personnel militaire et civil des Forces armées de la fédération de Russie pour une aide à résoudre les problèmes de logement du personnel militaire et de leurs familles, ainsi qu'aux autres citoyens de la fédération de Russie qui aident à résoudre les tâches assignées au département du logement du ministère de la Défense de la fédération de Russie. |
|       | Décoration « Pour mérites » Bureau central d'État de la surveillance de la sûreté nucléaire et de radioprotection du ministère de la Défense Знак Отличия «За Заслуги» Управления государтвенного надзора за ядерной и редиационной безопасно стью Министерства обороны                                        | no 145             | 2017                             | L’arrêté ministériel fut identifié mais ne fut pas trouvé dans son intégralité pour traduction pour cet article. |
|       | Décoration « Pour mérites » du bureau du commandant militaire de Moscou, et des unités militaires subalternes au commandant militaire de la ville de Moscou Знак Отличия «За Заслуги» военнослужащих военной комендатуры г. Москвы, воинских частей и подразделений, подчиненных военному коменданту г. Москвы | no 320             | 19-08-2002                       | Décernée au personnel militaire du bureau du commandant militaire de Moscou et des unités militaires subordonnées au commandant militaire de la ville de Moscou, pour initiative raisonnable, diligence et distinction démontrées lors de l'exécution de fonctions officielles ou spéciales. |
|       | Décoration « Pour Mérites » de la direction générale des missiles et de l'artillerie Знак Отличия «За Заслуги» военнослужащих Главного ракетно-артиллерийского управления | no 425             | 18-10-2002                       | Décernée aux officiers et aux adjudants de la direction générale des missiles et de l'artillerie du ministère de la Défense de la fédération de Russie, avec au moins un an de service au sein de la direction: pour l'exécution exemplaire de tâches militaires et d’indicateurs de performance élevés dans les activités de service ; l'organisation et l'entretien du processus éducatif des équipes d'alerte, d’excellentes performances en matière d'entraînement au combat, de formation sur le terrain des unités militaires subalternes et des organes de contrôle militaire, ainsi que pour toutes autres distinctions affichées pendant l'exercice de fonctions militaires. |
|       | Décoration « Pour mérites » du personnel militaire de la 41e Armée Знак Отличия «За Заслуги» военнослужащих 41 армии | no 155             | 13-04-2006                       | Décernée aux officiers et aux adjudants qui ont servi dans la 41e Armée pendant au moins trois ans, pour l'exécution exemplaire de fonctions militaires et de hautes performances dans les activités de service ; pour un succès marqué dans la planification, l'organisation et la prestation de formation militaire à des troupes parées au combat ; pour d'excellentes performances dans la formation au combat, la formation sur le terrain des unités militaires subalternes et des organes de contrôle militaire, ainsi que pour d'autres distinctions dans l'exercice de fonctions militaires. |
|       | Décoration « Pour mérites » du bureau 8 de l’État-Major général des Forces armées de la fédération de Russie Знак Отличия «За Заслуги» Восьмого управления Генерального штаба Вооруженных Сил Российской Федерации                                                                                             | no 120 - no 260    | 26-03-2008 ---------- 09-04-2013 | L’arrêté ministériel fut identifié mais ne fut pas trouvé dans son intégralité pour traduction pour cet article. |

### Décorations «Pour distinction»
| Avers | Nom (français/russe) | Arrêté ministériel | Date                             | Critères |
| ----- | --- | ------------------ | -------------------------------- | --- |
|       | Décoration « Maréchal en chef d’artillerie Nedelin » Знак Отличия «Главный Маршал Артиллерии Неделин» | no 162 - no 175    | 07-04-1998 ---------- 28-03-2019 | Décernée au personnel militaire et civil des forces de missiles stratégiques, ainsi qu’aux vétérans du service, pour distinction lors de fonctions normales, de missions de combat, dans l'accomplissement de tâches spéciales, pour courage et bravoure durant le service, ainsi que pour des activités renforçant la position des forces de missiles stratégiques. Abrogée par l'arrêté de mars 2019, remplacée par la médaille « Maréchal en chef d’artillerie Nedelin ». |
|       | Décoration « Pour distinction dans les recherches sur les champs de bataille » de 1re classe Знак «За Отличие В Поисковом Движении» I Степени                                                                                         | no 55 - no 342     | 01-12-2007 ---------- 20-06-2008 | Décernée au personnel militaire et civil des forces armées pour contribution personnelle remarquable à la mise en place de listes des noms des morts et le sort des soldats disparus à la suite d'une participation active dans les recherches pour au moins sept années avec des résultats significatifs. |
|       | Décoration « Pour distinction dans les recherches sur les champs de bataille » de 2e classe Знак «За Отличие В Поисковом Движении» II Степени                                                                                         | no 55 - no 342     | 01-12-2007 ---------- 20-06-2008 | Décernée au personnel militaire et civil des forces armées pour contribution personnelle remarquable à la mise en place de listes des noms des morts et le sort des soldats disparus à la suite d'une participation active dans les recherches pour au moins cinq années avec des résultats significatifs. |
|       | Décoration « Pour distinction dans les recherches sur les champs de bataille » de 3e classe Знак «За Отличие В Поисковом Движении» III Степени                                                                                        | no 55 - no 342     | 01-12-2007 ---------- 20-06-2008 | Décernée au personnel militaire et civil des forces armées pour contribution personnelle remarquable à la mise en place de listes des noms des morts et le sort des soldats disparus à la suite d'une participation active dans les recherches pour au moins trois années avec des résultats significatifs. |
|       | Décoration « Pour les meilleurs travaux scientifiques » de 1re classe Знак Отличия «За лучшую научную работу» I Степени | no 565             | 30-07-2013                       | L’arrêté ministériel fut identifié mais ne fut pas trouvé dans son intégralité pour traduction pour cet article. |
|       | Décoration « Pour les meilleurs travaux scientifiques » de 2e classe Знак Отличия «За лучшую научную работу» II Степени | no 565             | 30-07-2013                       | L’arrêté ministériel fut identifié mais ne fut pas trouvé dans son intégralité pour traduction pour cet article. |
|       | Décoration « Pour les meilleurs travaux scientifiques » de 3e classe Знак Отличия «За лучшую научную работу» III Степени | no 565             | 30-07-2013                       | L’arrêté ministériel fut identifié mais ne fut pas trouvé dans son intégralité pour traduction pour cet article. |
|       | Décoration « Hydronaute-sous-marinier » Знак Отличия «Подводник-гидронавт» | no 595             | 09-10-2015                       | L’arrêté ministériel fut identifié mais ne fut pas trouvé dans son intégralité pour traduction pour cet article. |
|       | Décoration « Meilleur jeune scientifique » Знак отличия «Лучший молодой ученый» | no 342             | 18-06-2015                       | Décernée au gagnant du concours annuel « Meilleur jeune scientifique du ministère de la Défense de la fédération de Russie ». |
|       | Décoration « Gagnant du concours dans le domaine de la science » Знак отличия «Лауреат конкурса в области науки» | no 342             | 18-06-2015                       | Décernée aux deux gagnants de 2e place du concours annuel « Meilleur jeune scientifique du ministère de la Défense de la fédération de Russie ». |
|       | Décoration « Gagnant du concours dans le domaine de la science » Знак отличия «Лауреат конкурса в области науки» | no 342             | 18-06-2015                       | Décernée aux trois gagnants de 3e place du concours annuel « Meilleur jeune scientifique du ministère de la Défense de la fédération de Russie ». |
|       | Décoration « Pour distinction » du personnel militaire des Forces terrestres Военнослужащих Сухопутных Войск Знак «За Отличие» | no 540             | 30-12-2001                       | Décernée aux soldats, sergents, et sergents-chefs, dans le service militaire par conscription ou contractuellement et servant dans les Forces terrestres: pour hautes réalisations dans le développement, l'exploitation et l'entretien d'armes et de matériel militaire ; pour la réalisation de missions spéciales ; pour d'excellentes performances en matière de formation au combat, formation opérationnelle, pour d'autres services exceptionnels démontrés dans l'exécution de tâches militaires. |
|       | Décoration « Pour distinction » de la Force aérienne Военно-воздушным сил Знак «За Отличие» | no 240 - no 470    | 13-08-2004 ---------- 01-08-2015 | Était décernée aux soldats, sergents, et sergents-chefs, dans le service militaire par conscription ou contractuellement et servant dans l'Armée de l'air depuis au moins un an : pour de hautes réalisations dans le développement, l'exploitation et l'entretien d'armes et de matériel militaire ; pour la réussite de missions spéciales ; pour d'excellentes performances en matière de formation au combat ou de formation hautement spécialisée. Abrogée par l'arrêté 470 d'août 2015 et remplacée par la décoration « Pour distinction » des forces aérospatiales.                                                                          |
|       | Décoration « Pour distinction » des troupes aéroportées Военнослужащих Воздушно-Десантных Войск Знак «За Отличие» | no 182             | 06-05-2005                       | Décernée aux soldats servant dans les troupes aéroportées depuis au moins 1 an: pour une performance exemplaire de tâches militaires, une excellente performance dans la formation au combat ; pour de hautes réalisations dans le développement et l'exploitation de systèmes d'armement et de matériel militaire ; pour la réussite de missions spéciales et autres distinctions démontrées lors de l'exécution du service militaire. |
|       | Décoration « Pour distinction » Forces de missiles stratégiques Военнослужащих Ракетных Войск Стратегического Назначения Знак «За Отличие»                                                                                            | no 195             | 12-05-2006                       | Décernée aux soldats, sergents, et sergents-chefs, dans le service militaire par conscription ou contractuellement et servant dans les forces de missiles stratégiques l'air depuis au moins un an: pour de hautes réalisations dans le développement, l'exploitation et l'entretien d'armes et de matériel militaire ; pour la réussite de missions spéciales ; pour d'excellentes performances en matière de formation au combat ou de formation hautement spécialisée. |
|       | Décoration « Pour distinction » du personnel militaire de la Marine Знак «За Отличие» Военнослужащих ВМФ | no 3435            | 03-11-2012                       | L’arrêté ministériel fut identifié mais ne fut pas trouvé dans son intégralité pour traduction pour cet article. |
|       | Décoration « Pour distinction » des troupes de guerre électronique Знак «За Отличие» Войск Радиоэлектронной Борьбы | no 949             | 23-12-2013                       | L’arrêté ministériel fut identifié mais ne fut pas trouvé dans son intégralité pour traduction pour cet article. |
|       | Décoration « Pour distinction » de la direction centrale automobile des blindés Знак «За Отличие» Главного автобронетанкового управления                                                                                              | no 105             | 04-02-2014                       | L’arrêté ministériel fut identifié mais ne fut pas trouvé dans son intégralité pour traduction pour cet article. |
|       | Décoration « Pour distinction » des forces aérospatiales Воздушно-космических Сил Знак «За Отличие» | no 470             | 01-08-2015                       | Décernée aux soldats, sergents, et sergents-chefs, en service militaire sous contrat dans les forces aérospatiale pour cinq ans ou plus (si possède la qualification de deuxième classe): pour des réalisations exceptionnelles dans le développement d'armes, d'équipements militaires et spéciaux, pour discipline militaire exemplaire ; pour la bonne exécution de tâches spéciales ; pour d'excellentes performances en matière de formation et de compétences de combat pendant au moins deux ans. |
|       | Décoration « Pour distinction » du personnel militaire des troupes d'ingénirie Знак «За Отличие» Военнослужащих инженерных войск | no 670             | 30-10-2015                       | L’arrêté ministériel fut identifié mais ne fut pas trouvé dans son intégralité pour traduction pour cet article. |
|       | Décoration « Pour distinction » Direction centrale du ministère de la Défense des roquettes et de l’artillerie Знак Отличия «За Отличие» Главного ракетно-артиллернийского управления Министерства обороны                            | no 310             | 30-05-2016                       | L’arrêté ministériel fut identifié mais ne fut pas trouvé dans son intégralité pour traduction pour cet article. |
|       | Décoration « Pour distinction »du service spécial des Forces armées Знак «За Отличие» Специальная Служба Вооруженных Сил | no 554             | 12-12-1998                       | Décernée aux officiers du Service spécial des Forces armées pour la mise en œuvre réussie de mesures visant à prévenir l'utilisation non autorisée d'armes ; pour d’excellents résultats obtenus dans le développement, l'exploitation et l'entretien des armes et de matériel militaire du Service spécial des Forces armées de la Russie. |
|       | Décoration honorifique « Pour distinction » du service spécial des Forces armées Почетный Знак «За отличие» Специальная служба Вооруженных Сил                                                                                        | no 554             | 12-12-1998                       | Décernée aux militaires et aux civils qui ne sont pas membres du Service spécial des Forces armées de Russie, qui ont apporté une contribution significative à la prévention de l'utilisation non autorisée d'armes. |
|       | Décoration pour les « Officiers de logistique » Знак Отличия «Офицеров Тыла Вооруженных Сил» | no 21              | 16-01-2000                       | Décernée aux officiers du train des Forces armées de la fédération de Russie pour diligence et distinction dans l'exercice de leurs fonctions, pour courage et bravoure durant le service, ainsi que pour une grande contribution personnelle au développement et au renforcement du train des Forces armées de la fédération de Russie. |
|       | Décoration pour les « Officiers des troupes du génie » Знак Отличия «Офицеров Инженерных Войск» | no 315             | 18-08-2000                       | Décernée aux officiers des troupes du génie des Forces armées de la fédération de Russie, ou en service dans les formations supérieures militaires de commandement dans le domaine du génie militaire, pour distinction, initiative et diligence démontrées dans l'exercice de fonctions officielles. |
|       | Décoration « Pour service dans les bureaux militaires du ministère de la Défense de la fédération de Russie » Знак Отличия «Военнослужащих Военных Представительств Министерства Обороны Российской Федерации»                        | no 110             | 23-03-2001                       | Décernée aux soldats effectuant leur service militaire dans les bureaux du ministère de la Défense de la fédération de Russie, pour zèle, initiative et diligence démontrées dans l'exercice de leurs fonctions militaires. |
|       | Décoration « Pour service à l'agence de la protection de l'environnement du ministère de la Défense de la fédération de Russie » Знак Отличия «За обеспечение экологической безопасности Вооруженных Сил Российской Федерации»        | no 404             | 10-03-2001                       | Décernée au personnel militaire du cabinet du chef de l’agence de la protection de l'environnement des Forces armées de la fédération de Russie, des unités de contrôle subordonnées, ainsi que des services environnementaux militaires du commandement militaire central des Forces armées, des districts militaires, flottes, formations et institutions militaires, et toutes autres unités militaires, pour une performance exemplaire des fonctions dans l’exécution de tâches spécifiques, pour une contribution personnelle à l'organisation et la règlementation de la protection écologique des Forces armées de la fédération de Russie. |
|       | Décoration pour les « Officiers de la direction principale de l'État-Major général des Forces armées de la fédération de Russie » Знак Отличия «Офицеров Главного управления Генерального штаба Вооруженных Сил Российской Федерации» | no 460             | 03-11-2005                       | Décernée aux officiers de la direction principale de l'État-Major général des Forces armées de la fédération de Russie avec au moins cinq années de service dans le département pour une contribution significative à relever les défis auxquels fait face la direction générale de l'État-Major général des Forces armées de la fédération de Russie, pour une performance exemplaire de tâches militaires et de hautes performances dans les activités de services, pour diligence et initiative démontrées dans l'exercice de fonctions officielles.                                                                                             |
|       | Décoration « Pour distinction »des unités militaires de la sécurité technico-matérielle Знак «За Отличие» Военнослужащих органов материально-технического обеспечения                                                                 | no 435             | 06-06-2013                       | Ministerial Order was identified but not yet found in its entirety for translation to this article. |

### Décorations pour service et missions de combat
| Avers | Nom (français/russe) | Arrêté ministériel | Date                             | Critères |
| ----- | --- | ------------------ | -------------------------------- | --- |
|       | Décoration « Pour service au Caucase » niveau or Знак отличия «За Службу на Кавказе» золото                                                                                                   | no 367             | 17-08-2001                       | Décernée aux officiers et adjudants ayant accompli du service militaire dans le district militaire du Caucase du Nord, pour initiative et diligence manifestées dans l'exercice de fonctions officielles, pour participation à des opérations antiterroristes dans la région du Caucase du Nord de la fédération de Russie. |
|       | Décoration « Pour service au Caucase » niveau argent Знак отличия «За Службу на Кавказе» серебро                                                                                              | no 367             | 17-08-2001                       | Décernée aux soldats, matelots, sergents et maîtres ayant accompli du service militaire dans le district militaire du Caucase du Nord, pour initiative et diligence manifestées dans l'exercice de fonctions officielles, pour participation à des opérations antiterroristes dans la région du Caucase du Nord de la fédération de Russie. |
|       | Décoration « Pour service au sein de l’infanterie de marine » de 1re classe Знак отличия «За службу в морской пехоте» I степени                                                               | no 325 - no 1023   | 24-07-2001 ---------- 23-09-2009 | Décernée aux membres militaires de l’Infanterie de marine pour des services spéciaux et de la distinction dans le renforcement de la préparation au combat de formations et unités de l’Infanterie de marine, à améliorer leurs compétences au combat personnelles, pour courage et bravoure démontrés dans l'exercice de fonctions militaires. Promotion à ce niveau nécessite avoir préalablement été décoré du niveau argent depuis une année sauf si décernée pour courage et bravoure ou pour leadership exemplaire dans l'exécution d’opérations militaires spéciales. |
|       | Décoration « Pour service au sein de l’infanterie de marine » de 2e classe Знак отличия «За службу в морской пехоте» II степени                                                               | no 325 - no 1023   | 24-07-2001 ---------- 23-09-2009 | Décernée aux membres militaires de l’Infanterie de marine avec au moins 1 année de service au sein du service, pour services spéciaux et distinction dans le renforcement de la préparation au combat de formations et d’unités de l’Infanterie de marine, à améliorer leurs compétences de combat personnelles, pour courage et bravoure démontrés dans l'exercice de fonctions militaires. |
|       | Décoration « Pour service au sein des forces de missiles stratégiques » Знак отличия «За службу в Ракетных войсках стратегического назначения»                                                | no 539 - no 174    | 04-12-1998 ---------- 28-03-2019 | Décernée aux soldats des forces de missiles stratégiques pour la planification, l'organisation et le service dans les postes d'alertes, pour des performances exceptionnelles en devoir opérationnel, pour l'accomplissement exemplaire de tâches militaires et de performance personnelle élevée en service au sein des forces de missiles stratégiques pour 10 ans ou plus ; pour service dans les forces de missiles stratégiques pour 15 années ou plus si préalablement décernée la décoration « Maréchal en chef d’artillerie Nedelin ». Abrogée par l'arrêté de mars 2019, remplacée par la médaille « Pour service au sein des Forces de missiles stratégiques ». |
|       | Décoration « Pour service au sein du service de renseignement militaire » Знак отличия «За службу в военной разведке»                                                                         | no 291             | 18-06-1998                       | Décernée aux soldats d’agences de renseignement militaire: pour services en matière de planification, d'organisation, pour le maintien de la sécurité ; pour une performance exemplaire de tâches militaires, haute performance personnelle pour le service. Décoration de type 1 à gauche, décoration de type 2 à droite. |
|       | Décoration « Pour gestion exemplaire de véhicules blindés et d’armes » Знак отличия «За образцовую эксплуатацию бронетанковой техники и вооружения»                                           | no 538 - no 227    | 14-11-1999 ---------- 04-09-2014 | Décernée aux membres des Forces armées pour bon service et contribution personnelle au maintien de la haute préparation au combat d’unités et de formations blindées, pour du succès dans le développement, l'application et l'essai de véhicules blindés. Dans des cas exceptionnels, peut être décernée aux personnes qui ont déjà servi dans les institutions de recherche ou des usines de défense en reconnaissance de leurs réalisations dans le développement de véhicules blindés et de l'organisation des tests. La décoration de type 1 (à gauche) fut décernée entre 1999 et 2014, celle de type 2 (à droite) avec nouveau ruban et revers est décernée depuis septembre 2014. |
|       | Décoration « Pour service exemplaire en ingénierie automobile » Знак отличия «За образцовую эксплуатацию автомобильной техники»                                                               | no 538 - no 227    | 14-11-1999 ---------- 04-09-2014 | Décernée au personnel militaire et civil des Forces armées de la fédération de Russie pour contribution personnelle à la préparation au combat, pour l’amélioration de la technologie automobile, l'organisation et la mise en service de ces nouvelles technologies. Peut également être décernée dans des cas exceptionnels aux personnes qui ont déjà servi dans les institutions de recherche ou les usines de défense en reconnaissance de leurs réalisations en assurant le développement de véhicules blindés, l'organisation et le fonctionnement efficace des essais automobiles. La décoration de type 1 (à gauche) fut décernée entre 1999 2014, celle de type 2 (à droite) avec nouveau ruban et revers est décernée depuis septembre 2014. |
|       | Décoration « Pour le développement de véhicules blindés et de nouvelles technologies » Знак отличия «За создание бронетанкового вооружения и техники»                                         | no 538 - no 227    | 14-11-1999 ---------- 04-09-2014 | Décernée aux travailleurs d’institutions de recherche, de bureaux d'études, d’industries de défense et des forces armées de la Russie, avec une expérience dans l'industrie de la défense et dans les organisations de recherche d'au moins 10 ans : pour leur labeur et contribution personnelle au développement, à la production et aux essais de véhicules blindés et au développement de nouveaux procédés. La décoration de type 1 (à gauche) fut décernée entre 1999 et 2014, celle de type 2 (à droite) avec nouveau ruban et revers est décernée depuis septembre 2014. |
|       | Décoration « Pour le développement de technologies automobiles » Знак отличия «За создание автомобильной техники»                                                                             | no 538 - no 227    | 14-11-1999 ---------- 04-09-2014 | Décernée aux travailleurs des organismes de recherche, bureaux d'études et des entreprises industrielles, et aux militaires des Forces armées de la fédération de Russie, avec une expérience dans l'industrie de la défense ou institutions de recherche d'au moins 10 ans, pour un travail consciencieux et une contribution personnelle au développement, à la production et à l'essai des véhicules motorisés. Peut également être exceptionnellement décernée aux personnes qui ont déjà servi dans les organismes de recherche ou des entreprises de défense, en reconnaissance de leur service dans le développement de véhicules blindés, ou pour l'organisation de leur fonctionnement. La décoration de type 1 (à gauche) fut décernée entre 1999 et 2014, celle de type 2 (à droite) avec nouveau ruban et revers est décernée depuis septembre 2014. |
|       | Décoration « Pour service au sein d’unités de communications militaires » Памятный знак «За службу в органах военных сообщений»                                                               | no 110             | 12-03-2008                       | L’arrêté ministériel fut identifié mais ne fut pas trouvé dans son intégralité pour traduction pour cet article. |
|       | Décoration « Vétéran du service hydrométéorologique des Forces armées » Знак отличия «Ветеран гидрометеорологической службы вооруженных сил»                                                  | no 325             | 08-08-2005                       | L’arrêté ministériel fut identifié mais ne fut pas trouvé dans son intégralité pour traduction pour cet article. |
|       | Décoration « Participant au déminage dans la République tchétchène et dans la république d'Ingouchie » Памятный знак «Участнику разминирования в Чеченской Республике и Республике Ингушетия» | no 177             | 04-04-2015                       | Décernée aux membres des Forces armées pour dévouement, courage et bravoure, pour professionnalisme dans l'exécution des tâches assignées dans la détection et la neutralisation d’explosifs et munitions en Tchétchénie et en Ingouchie ; pour une participation directe dans l'organisation et le contrôle de ces tâches. |
|       | Décoration « Pour service dans les services de renseignement militaire au sein des troupes aéroportées » Знак отличия «За службу в военной разведке Воздушно-десантных войск»                 | no 740             | 14-10-2014                       | L’arrêté ministériel fut identifié mais ne fut pas trouvé dans son intégralité pour traduction pour cet article. |
|       | Décoration "Pour participation à des activités de congrès et d'expositions" Памятный знак «За участие в конгрессно-выставочной деятельности»                                                  | no 711             | 13-12-2018                       | Décernée au personnel militaire et civil des Forces armées de la fédération de Russie pour avoir participé à la préparation et à la tenue de congrès, d'expositions, de forums et d'autres événements de congrès et d'expositions des Forces armées de la fédération de Russie; à d'autres citoyens de la fédération de Russie pour leur assistance dans l'organisation et la préparation de congrès et d'expositions des Forces armées de la fédération de Russie. |
|       | Décoration « Pour des missions de combat au sein des forces de missiles stratégiques » Знак отличия «За боевое дежурство в Ракетных войсках стратегического назначения»                       | no 359             | 09-07-2000                       | Décernée aux soldats de classe de qualification 2 ou supérieure, effectuant leur service militaire sous contrat dans les forces de missiles stratégiques avec un excellent sang-froid durant les alertes, servant dans les équipes d’alerte de la centrale de contrôle des forces de missiles stratégiques, dans les postes de contrôle ou stations de relais, des équipages d'alerte des régiments de missiles ou dans le poste régimentaire de commandement et contrôle : pour une période minimale de 300 jours cumulatifs en alerte ; servant dans les équipes d'alerte dans d'autres unités militaires pour 400 jours cumulatifs en alerte ; aux commandants des unités militaires engagées dans des missions opérationnelles de combat en alerte qui reçurent la mention «excellent» au cours d'exercices d'alerte. |
|       | Décoration « Pour des missions de combat au sein des forces de défense aérienne » Знак отличия «За боевое дежурство по противовоздушной обороне»                                              | no 240 - no 470    | 13-08-2004 ---------- 01-08-2015 | Décernée aux soldats sous contrat avec l'Armée de l'air avec au minimum une formation de qualification de première classe, pour une performance exemplaire de fonctions militaires comme membre d’une équipe d’alerte de défense aérienne: pour des solutions de tirs lorsqu'employés dans des postes de commandement et de contrôle d'alerte pour au moins 5 ans ; pour du soutien et des tâches logistiques quand rattaché à une équipe d’alerte pendant au moins six ans. Décernée aux commandants des unités de défense aérienne recevant la mention «excellent». |
|       | Décoration « Pour une longue croisière » (variante pour porte-avions) Знак отличия «За дальний поход»                                                                                         | no 123 - no 203    | 31-03-1996 ---------- 04-02-2014 | Décernée au personnel civil et militaire de la Marine les plus disciplinés s’étant le plus distingués lors de croisières de longue portée sur les navires de la Marine à condition que les missions soient couronnées de succès. Une longue croisière se définit comme : pour tous les types de navires, la transition d'un océan à un autre ; pour les navires de moins de 1 000 tonnes, une croisière de 30 jours à une distance d'au moins 800 kilomètres à partir du point de départ ; pour les navires de plus de 1 000 tonnes, une croisière de 45 jours et une distance en fonction du port d'attache : pour la flotte du Nord - les limites de la mer de Norvège, pour la flotte du Pacifique – 4 800 kilomètres à partir du point d'origine, pour la flotte de la mer Noire et le district de Novorossiisk - en dehors de la mer Égée , pour la flotte de la Baltique - au-delà de la mer du Nord. Le nom du navire apparaît souvent sur une petite plaque pendant sous la décoration à l’aide de deux anneaux. On retrouve ici la variante non officielle pour porte-avions arborant le nom nu navire « Amiral Kouznetsov ». |
|       | Décoration « Pour une longue croisière » (variante pour navires de surface) Знак отличия «За дальний поход»                                                                                   | no 123 - no 203    | 31-03-1996 ---------- 04-02-2014 | Décernée au personnel civil et militaire de la Marine les plus disciplinés s’étant le plus distingués lors de croisières de longue portée sur les navires de la Marine à condition que les missions soient couronnées de succès. Une longue croisière se définit comme : pour tous les types de navires, la transition d'un océan à un autre ; pour les navires de moins de 1 000 tonnes, une croisière de 30 jours à une distance d'au moins 800 kilomètres à partir du point de départ ; pour les navires de plus de 1 000 tonnes, une croisière de 45 jours et une distance en fonction du port d'attache : pour la flotte du Nord - les limites de la mer de Norvège, pour la flotte du Pacifique – 4 800 kilomètres à partir du point d'origine, pour la flotte de la mer Noire et le district de Novorossiisk - en dehors de la mer Égée , pour la flotte de la Baltique - au-delà de la mer du Nord. |
|       | Décoration « Pour une longue croisière » (variante pour sous-marins) Знак отличия «За дальний поход»                                                                                          | no 123 - no 203    | 31-03-1996 ---------- 04-02-2014 | Décernée au personnel civil et militaire de la Marine les plus disciplinés s’étant le plus distingués lors de croisières de longue portée sur les navires de la Marine à condition que les missions soient couronnées de succès. Une longue croisière se définit comme : pour tous les types de navires, la transition d'un océan à un autre ; spécifiquement pour les sous-marins, une croisière sans escale d’une longueur égale ou supérieure à plus de la moitié de la pleine autonomie du navire. |
|       | Décoration « Excellence en construction militaire » Знак отличия «Отличник военного строительства»                                                                                            | no 295             | 07-07-1999                       | Décernée au personnel militaire et civil des unités et des organisations du service des logis et de la construction du ministère de la Défense de la fédération de Russie, pour distinction dans l'exercice de fonctions officielles, pour des résultats élevés dans le travail, ou pour une participation active dans la construction militaire importante durant des opérations de combat. |
|       | Décoration « Pour valeur et diligence » Direction principale 12 Знак отличия «За доблесть и усердие» 12 Главного управления                                                                   | no 65              | 14-02-2006                       | Décernée aux soldats de la direction principale 12 du ministère de la Défense avec au moins 5 années de service au sein de la direction principale 12 du ministère de la Défense de Russie, pour diligence et initiative raisonnables remarquées lors de l'exercice de fonctions officielles ; pour la planification, l'organisation et la maintenance réussies des processus éducatifs, pour service au combat ; pour une excellente performance en matière de formation au combat, formation tactique d'unités militaires subalternes et d'organes administratifs militaires ; pour la résolution réussie de problèmes rencontrés par le siège social et d'autres distinctions dans l'exercice de fonctions militaires. |

### Badges commémoratifs
| Avers | Nom (français/russe) | Arrêté ministériel       | Date                                                   | Critères |
| ----- | --- | ------------------------ | ------------------------------------------------------ | --- |
|       | Badge commémoratif « 100 ans du major-général Boris Aleksandrov » Памятный знак «100 лет генерал-майору Борису Александрову»                                                                             | no 425                   | 06-10-2005                                             | Décerné au personnel militaire et civil des Forces armées pour de grandes contributions personnelles au développement de la culture musicale des Forces armées, ainsi qu’à d’autres pour de l'assistance à remplir les tâches confiées aux forces armées de la Russie. |
|       | Badge commémoratif « 300 ans de l’infanterie de marine » Памятный знак «300-лет морской пехоты» | no 465 - no 1023         | 03-11-2005 ---------- 23-09-2009                       | Décerné aux soldats, aux vétérans et au personnel civil des Forces armées de la Russie, ainsi qu’à d'autres, qui aident dans les tâches assignées à l’Infanterie de marine. Abrogé par l'arrêté de septembre 2009. |
|       | Badge commémoratif « 100 ans des forces sous-marines de Russie » Памятный знак «100 лет Подводным силам России»                                                                                          | no 110 - no 1023         | 11-03-2006 ---------- 23-09-2009                       | Décerné aux soldats, aux vétérans et au personnel civil des Forces armées de la Russie, ainsi qu’à d'autres, qui aident dans les tâches assignées aux forces sous-marines de Russie. Abrogé par l'arrêté de septembre 2009. |
|       | Badge commémoratif « 50e anniversaire de la garde d’honneur du cabinet du commandant militaire de Moscou » Памятный знак «50 летие роты почетного караула Военной комендатуры Москвы»                    | no 465                   | 11-05-2006                                             | L’arrêté ministériel fut identifié mais ne fut pas trouvé dans son intégralité pour traduction pour cet article. |
|       | Badge commémoratif « Colonel-général Pikalov » Памятный знак «Генерал-полковник Пикалов» | no 310                   | 04-08-2006                                             | Décerné aux soldats et au personnel civil des Forces armées, ainsi qu’aux autres citoyens de la fédération de Russie, pour leur assistance dans la résolution des tâches confiées à l'Agence fédérale pour stockage sécuritaire et la destruction d’armes chimiques. |
|       | Badge commémoratif « 50 ans de l’ère spatiale » Памятный знак «50 лет Космической Эры» | no 360 - no 342 - no 470 | 11-09-2007 ---------- 20-06-2008 ---------- 01-08-2015 | Décerné aux soldats et aux vétérans du service militaire dans les forces spatiales et aux représentants du complexe militaro-industriel, pour contribution personnelle au développement de technologies spatiales domestiques. Abrogé par l'arrêté d'août 2015. |
|       | Badge commémoratif « Nikolai Rimsky-Korsakov » Памятный знак «Николай Римский-Корсаков» | no 40                    | 31-01-2008                                             | Décerné au personnel militaire et civil du service de musique militaire des forces armées de la fédération de Russie avec au moins 10 ans de service, pour grande contribution personnelle au développement de la musique militaire. Peut également être décerné à d'autres citoyens de la Russie pour assistance dans les tâches confiées au Service de musique militaire des Forces armées. |
|       | Badge commémoratif « 200 ans du service topographique militaire de l’État-Major général » Памятный знак «200 лет Военно-топографическому управлению Генерального штаба»                                  | no 2244                  | 18-11-2011                                             | Décerné aux soldats effectuant leur service militaire dans des unités et organismes du département topographique des Forces armées de la fédération de Russie depuis au moins trois ans, pour performance exemplaire de fonctions militaires et des indicateurs de performances élevées dans les activités militaires topographiques ; ainsi qu’au personnel civil qui a travaillé dans des unités militaires topographiques du service topographique militaire de l’État-Major général de la fédération de Russie pour au moins trois ans, pour diligence et initiative durant l'exercice de fonctions officielles. |
|       | Badge commémoratif « 200 ans du comité militaire scientifique des Forces armées de la fédération de Russie » Памятный знак «200 лет Военно-научному комитету Вооруженных Сил Руссийской Федерации»       | no 2740                  | 30-12-2011                                             | L’arrêté ministériel fut identifié mais ne fut pas trouvé dans son intégralité pour traduction pour cet article. |
|       | Badge commémoratif « 250 ans de l’État-Major général » Памятный знак «250 лет Генеральному штабу» | no 7                     | 14-01-2013                                             | L’arrêté ministériel fut identifié mais ne fut pas trouvé dans son intégralité pour traduction pour cet article. |
|       | Badge commémoratif « 50 ans de la direction de la mobilisation de l'État-Major général des Forces armées » Памятный знак «50 лет Главному организационно-мобилизационному управлению Генерального штаба» | no 50                    | 13-01-2014                                             | Décerné au personnel militaire et civil ainsi qu’aux vétérans de la direction de la mobilisation de l’État-Major général des Forces armées de la fédération de Russie: pour contribution personnelle au développement des Forces armées de la fédération de Russie ; pour diligence et initiative démontrées pendant l'exercice de fonctions officielles ou spéciales, pour la réalisation d'indicateurs de performance élevés. |
|       | Badge commémoratif « 150 ans du district militaire occidental » Памятный знак «150 лет Западному военному округу»                                                                                        | no 586                   | 19-08-2014                                             | L’arrêté ministériel fut identifié mais ne fut pas trouvé dans son intégralité pour traduction pour cet article. |
|       | Badge commémoratif « 100 ans de défense aérienne » Памятный знак «100 лет противовоздушной оборонe» | no 828 - no 470          | 14-11-2014 ---------- 01-08-2015                       | Était décerné au personnel militaire et civil de la Force aérienne qui a servi (a travaillé) dans les forces de défense aérospatiale pendant au moins 20 années, pour contribution personnelle au développement des défenses aériennes russes, pour haute performance dans le service ; peut également être attribué à d'autres personnes, dans les réserves ou à la retraite, qui ont déjà servi dans la Force aérienne, forces de défense aérienne et les troupes de la défense aérospatiale pour grande contribution personnelle à la défense aérienne de la Russie. Peut également être décernée aux travailleurs du complexe militaro-industriel de la fédération de Russie et à d'autres citoyens de la fédération de Russie pour leur aide à résoudre les problèmes rencontrés dans la défense aérienne. Abrogée par l'arrêté d'août 2015. |
|       | Badge commémoratif « 100 ans des forces terrestres de défense aérienne » Памятный знак «100 лет войсковой противовоздушной оборонe»                                                                      | no 565                   | 25-09-2015                                             | Décerné au personnel militaire et civil d'unités militaires des forces terrestres de défense aérienne, pour loyaux services durant l'exercice de leurs fonctions, et à tout autre citoyen de la fédération de Russie pour une assistance dans les tâches assignées aux unités militaires des forces terrestres de défense aérienne. |
|       | Badge commémoratif « 50 ans de la direction générale de la recherche en haute mer » Памятный знак «50 лет Главному управлению глубоководных исследований»                                                | no 600                   | 09-10-2015                                             | L’arrêté ministériel ne fut pas encore trouvé dans son intégralité pour traduction à cet article et n’est possiblement pas encore publié. |
|       | Badge commémoratif « 100 ans du service hydrométéorologique des Forces armées » Памятный знак «100 Лет гидрометеорологической службы вооруженных сил»                                                    | no 665                   | 30-10-2015                                             | L’arrêté ministériel ne fut pas encore trouvé dans son intégralité pour traduction à cet article et n’est possiblement pas encore publié. |
|       | Badge commémoratif « 100 ans de Constantin Simonov » Памятный знак «100 лет Константину Симонову» | no 691                   | 28-11-2015                                             | Décernée aux professionnels des médias du ministère de la Défense de la fédération de Russie, aux vétérans du journalisme russe et aux personnalités culturelles, pour leur contribution significative dans la capacité de produire une couverture promotionnelle du service militaire, pour leur renforcement de la capacité de défense de la Russie. |
|       | Badge commémoratif « 300 ans des troupes du génie de Russie » Памятный знак «300 лет инженерным войскам России»                                                                                          | no 348                   | 23-09-1996                                             | Le badge de type I est en argent et est décerné aux officiers et adjudants des troupes du génie, aux soldats et sous-officiers des troupes du génie avec au moins 20 ans de service au sein du service si préalablement décernés des décorations d’état, et aux vétérans du génie et aux anciens combattants de la Seconde Guerre mondiale. Le badge de type II est fait de laiton et est décerné aux soldats et aux sous-officiers des troupes du génie avec au moins 20 ans de service ; aux autres militaires des Forces armées de Russie et à d'autres personnes qui ont servi dans le corps des ingénieurs et qui ont contribué à leurs tâches. |
|       | Badge commémoratif « 300 ans du train des Forces armées » Памятный знак «300 лет Тылу Вооруженных Сил»                                                                                                   | no 523                   | 08-11-1999                                             | Décerné au personnel militaire et civil ainsi qu’aux vétérans du train des Forces armées de la fédération de Russie avec au moins 20 ans de service, pour distinction dans l'exercice de fonctions officielles, lors de missions spéciales, d’activités visant à renforcer les services logistiques des Forces armées. |
|       | Badge commémoratif « 300 ans du service d’habillement des Forces armées » Памятный знак «300 лет вещевой службы Вооруженных Сил»                                                                         | no 65                    | 14-02-2000                                             | Décerné au personnel militaire et civil des Forces armées de Russie et aux vétérans du service d’habillement des Forces armées de la fédération de Russie avec au moins 20 ans de service: pour distinction dans l'exercice de fonctions officielles, lors de missions spéciales, ou pour des activités visant à renforcer le train des Forces armées de la fédération de Russie. |
|       | Badge commémoratif « 300 ans du service d'alimentation » Памятный знак «300 лет продовольственной службе»                                                                                                | no 91                    | 18-02-2000                                             | Décerné au personnel militaire et civil des Forces armées et aux vétérans du service d’alimentation des Forces armées de la fédération de Russie avec au moins 20 ans de service: pour distinction dans l'exercice de fonctions officielles, pour des activités ou tâches spéciales visant à renforcer la préparation au combat du Service d’alimentation des Forces armées. |
|       | Badge commémoratif « 200 ans du ministère de la Défense » Памятный знак «200 лет Министерству обороны»                                                                                                   | no 300                   | 30-08-2002                                             | Décerné à l'occasion du 200e anniversaire du ministère de la Défense de la fédération de Russie aux personnes qui ont promu activement et aidé dans les tâches confiées aux forces armées. |

### Mentions élogieuses
| Avers | Nom (français/russe) | Arrêté ministériel | Date                             | Critères |
| ----- | --- | ------------------ | -------------------------------- | --- |
|       | Badge d’éloges du « Ministre de la Défense de la fédération de Russie » Памятный знак «Министра обороны Российской Федерации»                                                      | no 59              | 14-04-1999                       | Décerné aux soldats, citoyens de la Russie et aux citoyens étrangers qui ont apporté une contribution significative au développement des Forces armées de la fédération de Russie et aux relations militaires internationales. |
|       | Badge d’éloges du « Chef de l’État-Major général des Forces armées de la fédération de Russie » Памятный знак «начальника Генерального штаба Вооруженных Сил Российской Федерации» | no 346             | 06-08-1999                       | Décerné aux soldats, citoyens de la Russie et aux citoyens étrangers qui ont apporté une contribution significative au développement des Forces armées de la fédération de Russie et aux relations militaires internationales. |
|       | Badge d’éloges du « Chef d’état-major des forces aériennes » Памятный знак «главнокомандующего Военно-воздушными силами»                                                           | no 240 - no 470    | 13-08-2004 ---------- 01-08-2015 | Décerné aux militaires et civils qui ont servi (ont travaillé) dans les Forces aériennes pendant au moins 10 ans, aux vétérans des Forces aériennes et des forces de défense aérienne, ou à d'autres personnes qui ont apporté d'importantes contributions aux Forces aériennes à faire face aux tâches affectées qui leur sont confiées. Abrogé par l'arrêté d'août 2015. |
|       | Badge d’éloges du « Chef d’état-major des forces aérospatiales » Памятный знак «главнокомандующего Воздушно-космическими сил»                                                      | no 470             | 01-08-2015                       | Décerné aux militaires et civils des Forces armées qui ont servi (travaillé) dans les forces aérospatiales pendant au moins 10 ans, aux vétérans des Forces aériennes, des forces de défense aérienne et des forces aérospatiales, ou à d'autres personnes qui ont apporté d'importantes contributions au développement des forces aérospatiales et pour assistance à résoudre les tâches qui sont assignées aux forces aérospatiales. |
|       | Badge d’éloges du « Chef d’état-major de l’Armée de terre » Памятный знак «главнокомандующего Сухопутными войсками»                                                                | no 585             | 12-08-2013                       | Décerné aux militaires et aux membres civils du personnel de la Force terrestre, ainsi qu’à d’autres citoyens de la fédération de Russie et aux citoyens étrangers qui ont apporté une contribution importante au développement des Forces terrestres et aux relations militaires internationales résultant en une meilleure coopération et au développement des Forces terrestres |
|       | Badge d’éloges du « Chef d’état-major de la Marine » Памятный знак «главнокомандующего Военно-Морским Флотом»                                                                      | no 3430            | 03-11-2012                       | L’arrêté ministériel fut identifié mais ne fut pas trouvé dans son intégralité pour traduction pour cet article. |
|       | Badge d’éloges du « Chef d’état-major des troupes ferroviaires » Памятный знак «Командующего Железнодорожными войсками»                                                            | no 330             | 14-08-2007                       | Décerné au personnel militaire et civil de troupes ferroviaires qui ont servi fidèlement et (ou) travaillé dans les troupes ferroviaires pendant au moins 10 ans, et à d'autres intervenants, pour des contributions importantes au développement des troupes ferroviaires et pour de l'assistance dans l'exécution des tâches assignées aux troupes ferroviaires. |
|       | Badge d’éloges du « Chef de la direction centrale automobile des blindés » Памятный знак «Начальника Главного автобронетанкового управления»                                       | no 414             | 11-06-2014                       | L’arrêté ministériel fut identifié mais ne fut pas trouvé dans son intégralité pour traduction pour cet article. |
|       | Badge d’éloges pour « Défense aérienne de la Russie » Памятный знак «Противовоздушная оборона России»                                                                              | no 125             | 10-04-2005                       | Décerné aux militaires et civils qui ont servi (travaillé) dans les forces de défense aérienne pendant au moins 15 ans, aux vétérans de la Force aérienne (forces de défense) et à d'autres personnes qui ont apporté une contribution significative au développement de la défense aérienne de la Russie et aidé à résoudre les tâches assignées à la force de défense aérienne. |
|       | Badge d’éloges « Badge de Constantin » Памятный знак «Константиновский знак» | no 540             | 20-12-2005                       | Décerné aux diplômés avec mention des académies navales pour initiative et diligence démontrées lors d'études des sciences navales, pour des travaux de recherche et de développement dans la construction, l'exploitation et la mise en œuvre d’armes et de matériel militaire ; pour grande contribution à l'étude de l'histoire russe et dans le renforcement de l’État, pour la préservation de la Russie et le développement des traditions navales russes, pour un haut niveau de discipline ; pour des œuvres scientifiques, littéraires ou artistiques de l'histoire russe, la géographie et l'océanographie, et d'autres sciences humanitaires et socio-économiques, visant à renforcer le patriotisme et le dévouement à la Patrie. |
|       | « Certificat d'honneur du ministère de la Défense de la fédération de Russie » «Почетная грамота министерства обороны Российской Федерации»                                        | no 220             | 10-04-2017                       | Décerné aux militaires pour initiative, diligence et distinction durant le service ; aux fonctionnaires fédéraux du ministère de la Défense qui comptent une durée totale de service d'au moins 10 ans et d'un dossier de la fonction publique au ministère de la Défense d'au moins 5 ans, pour un service civil impeccable et efficace ; aux employés qui ont une durée totale de service d'au moins 10 ans et une expérience de travail dans les unités militaires et les organisations des forces armées en poste civil pendant au moins 5 ans, pour l'exécution consciencieuse de tâches professionnelles ; à d'autres citoyens de la fédération de Russie et aux ressortissants étrangers pour avoir aidé à résoudre les tâches assignées aux Forces armées. Une épinglette accompagne le certificat pour port sur la tenue civile ou l’uniforme militaire. |

### Décorations pour excellence
| Avers | Nom (français/russe) | Arrêté ministériel | Date       | Critères |
| ----- | --- | ------------------ | ---------- | --- |
|       | Décoration « Excellent dans l’Armée de terre » Знак отличия «Отличник Сухопутных войск»                                              | no ?               | ?          | Bien que l’existence de la décoration fut confirmée, l’arrêté ministériel demeure introuvable et n’est possiblement pas encore publié. |
|       | Décoration « Excellent dans l’Armée de l’air » Знак отличия «Отличник Военно-воздушных сил»                                          | no ?               | ?          | Bien que l’existence de la décoration fut confirmée, l’arrêté ministériel demeure introuvable et n’est possiblement pas encore publié. |
|       | Décoration « Excellent dans la Marine » Знак отличия «Отличник Военно-Морского Флота»                                                | no 204             | 04-02-2014 | L’arrêté ministériel fut identifié mais ne fut pas trouvé dans son intégralité pour traduction pour cet article. |
|       | Décoration « Excellent dans les forces spatiales » Знак отличия «Отличник Космических войск»                                         | no ?               | ?          | Bien que l’existence de la décoration fut confirmée, l’arrêté ministériel demeure introuvable et n’est possiblement pas encore publié. |
|       | Décoration « Excellent dans le service de renseignement militaire » Знак отличия «Отличник военной разведки»                         | no 490             | 18-07-2014 | L’arrêté ministériel fut identifié mais ne fut pas trouvé dans son intégralité pour traduction pour cet article. |
|       | Décoration « Excellent dans les troupes de guerre électronique » Знак отличия «Отличник войск радиоэлектронной борьбы»               | no 949             | 23-12-2013 | L’arrêté ministériel fut identifié mais ne fut pas trouvé dans son intégralité pour traduction pour cet article. |
|       | Décoration « Excellent dans le service des logis » Знак отличия «Отличник расквартирования и обустройства»                           | no 55              | 01-02-2007 | L’arrêté ministériel fut identifié mais ne fut pas trouvé dans son intégralité pour traduction pour cet article. |
|       | Décoration « Excellent dans les troupes d'artillerie et roquettes » Знак отличия «Отличник ракетных войск и артиллерии»              | no 3520            | 16-11-2012 | Décernée aux sergents et aux soldats appelés ou sous contrat servant dans les troupes d'artillerie et roquettes des forces terrestres qui ont obtenu d'excellents résultats dans les solutions de tir et les dernières vérifications, qui n'ont pas de mesures disciplinaires sur leurs dossiers.                                                                  |
|       | Décoration « Excellent dans les forces de sécurité spéciale » Знак отличия «Отличник специального обеспечения»                       | no 383             | 02-06-2014 | L’arrêté ministériel fut identifié mais ne fut pas trouvé dans son intégralité pour traduction pour cet article. |
|       | Décoration « Excellent dans le service de sentinelles » Знак отличия «Отличник караульной службы»                                    | no 270             | 19-05-2015 | L’arrêté ministériel fut identifié mais ne fut pas trouvé dans son intégralité pour traduction pour cet article. |
|       | Décoration « Excellent dans le service automobile des blindés » Знак отличия «Отличник автобронетанковой службы»                     | no 529             | 14-09-2015 | L’arrêté ministériel fut identifié mais ne fut pas trouvé dans son intégralité pour traduction pour cet article. |
|       | Décoration « Excellent dans les troupes aéroportées » Знак отличия «Отличник Воздушно-десантные войск»                               | no ?               | ?          | Bien que l’existence de la décoration fut confirmée, l’arrêté ministériel demeure introuvable et n’est possiblement pas encore publié. |
|       | Décoration « Excellent dans les troupes de missiles stratégiques » Знак отличия «Отличник Ракетные войск стратегического назначения» | no ?               | ?          | Bien que l’existence de la décoration fut confirmée, l’arrêté ministériel demeure introuvable et n’est possiblement pas encore publié. |
|       | Décoration « Excellent dans les troupes des communications » Знак отличия «Отличник войск связи»                                     | no 565             | 13-09-2016 | L’arrêté ministériel fut identifié mais ne fut pas trouvé dans son intégralité pour traduction pour cet article. |
|       | Décoration « Excellent dans les troupes ferroviaires » Знак отличия «Отличник Железнодорожных Войск»                                 | no 45              | 23-01-2017 | Décernée aux soldats, aux sergents et au sergent-majors des troupes ferroviaires pour l’obtention de résultats élevés en matière de formation au combat, pour le développement, l'exploitation et l'entretien d'armes et d'équipements militaires ; pour l'exécution réussie de tâches spéciales ; pour d'autres services dans l'exercice de fonctions militaires. |

## Troupes ferroviaires de la fédération de Russie
Les troupes ferroviaires russes cessèrent d’être une entité indépendante et furent amalgamées à l’échelon logistique des forces armées par le décret présidentiel no 314 du 9 mars 2004.

### Médailles
| Avers | Nom (français/russe)                                                                                    | Arrêté départemental | Date       | Critères |
| ----- | --- | -------------------- | ---------- | --- |
|       | Médaille « Pour distinction en service » Медаль «За отличие в службе»                                   | no 46                | 04-02-1999 | Décernée aux adjudants et aux officiers des troupes ferroviaires de la fédération de Russie pour service impeccable pendant au moins cinq années sur des postes militaires, qui ont fait preuve d'initiative, de dévouement et de distinction dans l’exercice de responsabilités officielles et apporté de grandes contributions personnelles pour résoudre les problèmes particuliers rencontrés par le service, la formation et l'éducation des subordonnés, pour le renforcement de la préparation militaire, pour un soutien maintenu de la recherche, juridique et du personnel des troupes ferroviaires de la fédération de Russie. |
|       | Médaille « Pour valeur » de 1re classe Медаль «За доблесть» I степени                                   | no 127               | 10-04-2001 | Décernée aux militaires des troupes ferroviaires de la fédération de Russie pour contribution exceptionnelle au développement du service, pour le succès dans le maintien des unités à haute préparation au combat, pour d'excellentes performances en matière de formation et d'autres réalisations au cours du service militaire. |
|       | Médaille « Pour valeur » de 2e classe Медаль «За доблесть» II степени                                   | no 127               | 10-04-2001 | Décernée aux militaires des troupes ferroviaires de la fédération de Russie pour contribution exceptionnelle au développement du service, pour le succès dans le maintien des unités à haute préparation au combat, pour d'excellentes performances en matière de formation et d'autres réalisations au cours du service militaire. |
|       | Médaille « Pour service impeccable » de 1re classe Медаль «За Отличие В Службе» I степени               | no 47                | 04-02-1999 | Décernée aux soldats des troupes ferroviaires pour 20 ans de bons services. |
|       | Médaille « Pour service impeccable » de 2e classe Медаль «За Отличие В Службе» II степени               | no 47                | 04-02-1999 | Décernée aux soldats des troupes ferroviaires pour 15 ans de bons services. |
|       | Médaille « Pour service impeccable » de 3e classe Медаль «За Отличие В Службе» II степени               | no 47                | 04-02-1999 | Décernée aux soldats des troupes ferroviaires pour 10 ans de bons services. |
|       | Médaille du jubilé « 150 ans des troupes ferroviaires de Russie » Юбилейная медаль «150 лет ЖДВ России» | no 352               | 23-08-2000 | Décernée aux militaires des troupes ferroviaires de la fédération de Russie si préalablement décernés des décorations d’état ou ministérielles de la fédération de Russie ou de l'URSS et qui ont servi impeccablement pendant plus de 10 ans ; aux généraux, officiers, adjudants, sergents et soldats, à la retraite libérés des troupes ferroviaires de la fédération de Russie ou des Forces armées de l'URSS, si préalablement décernés des décorations d’État ou ministérielles de la fédération de Russie ou de l'URSS et qui ont servi impeccablement dans les troupes ferroviaires pendant 20 ans ou plus ; au personnel civil des unités militaires, des institutions de recherche, des entreprises, des organisations et des institutions d’enseignement militaire de formation professionnelle pour les troupes ferroviaires russes si préalablement décernés des décorations d’état ou ministérielles de la fédération de Russie ou de l'URSS et qui ont servi impeccablement pendant plus de 10 ans ; aux citoyens qui ont apporté une contribution importante aux missions confiées aux troupes ferroviaires de la fédération de Russie. |

### Décorations
| Avers | Nom (français/russe)                                                                 | Arrêté départemental | Date       | Critères |
| ----- | ------------------------------------------------------------------------------------ | -------------------- | ---------- | --- |
|       | Décoration « Pour mérites » Знак отличия «За заслуги»                                | no 330               | 14-08-2007 | Décernée aux officiers et aux adjudants avec 5 ans ou plus dans troupes ferroviaires (ZHDV): pour excellence professionnelle et des performances supérieures en matière de formation au combat ; pour la performance exemplaire de tâches militaires, pour leadership et compétence. |
|       | Décoration « Pour distinction » Знак отличия «За отличие»                            | no 330               | 14-08-2007 | Décerné aux soldats, aux sergents et aux sergents-chefs avec au moins une année de service dans les troupes ferroviaires (ZHDV): pour de hautes réalisations dans le développement, l'exploitation et l'entretien d'armes et de matériel militaire ; pour la réussite de missions spéciales ; pour d'excellentes performances en matière de formation au combat. |
|       | Décoration « Vétéran des troupes ferroviaires » Знак «Ветеран Железнодорожных Войск» | no 171               | 01-06-1998 | Décernée aux soldats et aux vétérans des troupes ferroviaires de la fédération de Russie qui ont servi impeccablement dans le service pendant au moins 20 ans, pour grande contribution personnelle à résoudre les problèmes particuliers rencontrés par le service, pour la formation et l'éducation du personnel, le renforcement de la préparation militaire , de la science et de la recherche, pour le soutien juridique et du personnel des troupes ferroviaires. |

## Agence fédérale pour construction spéciale de la Russie (SpetsStroj de Russie)
L’agence fédérale pour construction spéciale de la Russie est subordonnée au ministère de la Défense de la fédération de Russie.

### Médailles
| Avers | Nom (français/russe)                                                                                                 | Arrêté départemental | Date       | Critères |
| ----- | --- | -------------------- | ---------- | --- |
|       | Décoration « Pour mérites en construction spéciale » Почётный знак «За заслуги в области специального строительства» | no ?                 | 06-2010    | Décernée au personnel militaire et civil de l'ingénierie et des unités techniques avec au moins 20 ans de service (de travail) dont au moins 15 étaient au sein de SpetsStroj de Russie, pour mérites et contributions personnelles au développement de la construction spéciale, pour l'exécution réussie des ordres de production, de travaux de la plus haute qualité, pour l'introduction de nouvelles technologies, pour une rationalisation efficace du travail, pour une large diffusion des meilleures pratiques, pour la mise en œuvre de mesures visant à améliorer l'efficacité de l'organisation de production. Peut également être décernée aux employés d'autres ministères, départements et organismes publics qui ont apporté une contribution significative à la résolution des problèmes communs rencontrés dans le domaine de la construction spéciale. |
|       | Médaille « Pour distinction en service » Медаль «За отличие в службе»                                                | no 51                | 22-02-2001 | Décernée aux soldats avec au moins 5 ans sur des postes militaires qui ont servi avec distinction dans l'administration centrale de l'Agence fédérale pour la construction spéciale, dans des formations militaires, techniques ou de génie vouées au développement de spécialistes ; aux officiers et sous-officiers pour initiative, diligence et distinction qui ont fait une grande contribution à la résolution des problèmes particuliers rencontrés par les unités militaires dans la formation et l'éducation du personnel. |
|       | Médaille « Pour valeur au travail » Медаль «За Трудовую Доблесть»                                                    | no 166               | 14-06-2014 | Décernée aux employés civils de SpetsStroy de Russie avec au moins 10 années d'expérience dans le service précédemment décerné des décorations de SpetsStroy de Russie ; peut également être décernée dans des circonstances spéciales aux employés d'autres organes exécutifs fédéraux, organisations subordonnées aux organes exécutifs fédéraux à la demande des chefs d'organes exécutifs fédéraux, ainsi qu’aux employés d'autres organisations à la demande des dirigeants de ces organisations, pour une importante contribution à la résolution des problèmes rencontrés dans le domaine de la construction spéciale. |
|       | Médaille « Pour service impeccable » de 1re classe Медаль «За безупречную службу» I степени                          | no 52                | 22-02-2001 | Décernée aux soldats de l'Agence fédérale pour construction spéciale de Russie pour service impeccable sur une période de 20 ans. |
|       | Médaille « Pour service impeccable » de 2e classe Медаль «За безупречную службу» II степени                          | no 52                | 22-02-2001 | Décernée aux soldats de l'Agence fédérale pour construction spéciale de Russie pour service impeccable sur une période de 15 ans. |
|       | Médaille « Pour service impeccable » de 3e classe Медаль «За безупречную службу» III степени                         | no 52                | 22-02-2001 | Décernée aux soldats de l'Agence fédérale pour construction spéciale de Russie pour service impeccable sur une période de 10 ans. |
|       | Médaille « 50 ans de SpetsStroj de Russie » Медаль «50 лет Спецстроя России»                                         | no 174               | 27-10-2000 | Décernée aux militaires et civils qui ont travaillé à l'Agence fédérale pour construction spéciale de Russie pendant 20 ans ou plus, ainsi qu’aux soldats d'autres ministères qui ont fait une contribution importante à la réalisation des tâches confiées à l'agence ainsi qu’à d'autres citoyens qui apporté une contribution significative aux tâches confiées à l'agence. |
|       | Médaille « 55 ans de SpetsStroj de Russie » Медаль «55 лет Спецстроя России»                                         | no 421               | 17-10-2005 | Décernée aux soldats de l'administration centrale des forces d'ingénierie, des formations militaires de construction de routes avec 15 années ou plus de service irréprochable ; aux vétérans du service avec 20 ans ou plus de séniorité ; aux membres du personnel civil qui ont travaillé pendant 30 ans ou plus dans le service ; aux soldats et aux citoyens qui ont apporté des contributions importantes aux tâches confiées à l'Agence fédérale pour construction spéciale de Russie. |
|       | Médaille « 60 ans de SpetsStroj de Russie » Медаль «60 лет Спецстроя России»                                         | no ?                 | 10-2010    | Décernée au personnel militaire pour service exemplaire dans le bureau central ou dans les unités militaires de l'Agence fédérale pour construction spéciale de Russie pendant au moins 15 ans ; aux soldats qui sont dans la réserve (à la retraite), à la retraite de l'administration centrale ou des unités militaires de l'Agence fédérale pour construction spéciale de Russie, qui ont servi impeccablement dans le système de Spetsstroj de Russie pendant au moins 20 ans ; aux membres du personnel civil qui ont travaillé parfaitement dans le système de Spetsstroj de Russie pendant au moins 20 ans ; aux soldats et aux citoyens qui ont apporté une contribution significative aux solutions des tâches confiées à Spetsstroj de Russie. |
|       | Medal « 65 ans de SpetsStroj de Russie » Медаль «65 лет Спецстроя России»                                            | no 49                | 24-02-2016 | Décernée aux employés qui ont travaillé sans faille (pendant le service militaire) dans le système de l'Agence fédérale pour construction spéciale de Russie pendant 20 ans ou plus, peut également être décernée aux citoyens qui ont apporté une contribution significative à la résolution des tâches assignées à l'Agence fédérale pour construction spéciale de Russie. |
|       | Médaille « 40 ans de l’UTM de SpetsStroj de Russie » Медаль «40 лет ВТУ при Спецстрое России»                        | no 191               | 19-04-2007 | Décernée aux militaires et aux vétérans qui ont travaillé à l'Université technique militaire de l'Agence fédérale pour construction spéciale de Russie pour 10 ans ou plus ; aux membres du personnel civil avec 15 ans ou plus ; aux soldats et aux civils qui ont apporté une contribution personnelle importante au développement de l'Université technique militaire et les tâches qui lui sont confiées. |
|       | Médaille « 65 ans de VEVUS » Медаль «65 лет ВЭВУС при Спецстрое России»                                              | no 192               | 19-04-2007 | Décernée au personnel militaire et civil ainsi qu’aux vétérans qui ont travaillé à l'Agence fédérale pour construction spéciale de Russie sur VEVUS, le système de transmissions opérationnelles militaire, pendant 15 ans ou plus ; aux soldats et aux civils qui ont apporté une contribution personnelle importante au développement de VEVUS. |

### Décorations
| Avers                       | Nom (français/russe) | Arrêté départemental | Date       | Critères |
| --------------------------- | --- | -------------------- | ---------- | --- |
|                             | Badge d’éloges du « Chef de l'agence fédérale pour construction spéciale de la fédération de Russie » Памятный Знак «Начальника Федеральной Службы Специального Правительства Российской Федерации» | no 169               | 21-11-2000 | Décerné aux employés de l'agence fédérale pour construction spéciale de la fédération de Russie, de l'administration centrale militaire d'ingénierie et de construction de routes, d’unités militaires dans des formations militaires de SpetsStroy et à d'autres qui ont apporté une contribution importante à la résolution des défis auxquels fait face le service. |
| Type 1 · Type 2 · Prototype | Décoration « Vétéran de l'agence fédérale pour construction spéciale de la fédération de Russie » Знак «Ветеран Спецстроя России»                                                                   | no 7/237/8-2         | 10-03-2000 | Décernée aux employés hautement qualifiés des entreprises, institutions, organisations, de l'industrie et des unités militaires du génie militaire, des unités militaires de construction routière, ainsi qu’à d'autres qui ont fait des contributions significatives au service.                                                                                      |
| Type 1 · Type 2             | Décoration « Excellence en construction spéciale de Russie » Знак «Отличник Спецстроя России» | no 7/237/8-3         | 10-03-2000 | Décernée aux employés masculins méritoires de SpetsStroy avec plus de 10 ans de service, aux employés féminins avec plus de 15 ans d'ancienneté dans le département, ainsi qu’au personnel militaire ayant cinq années de service ou plus, dont au moins trois avec SpetsStroy.                                                                                        |

## Agence fédérale pour le stockage sécuritaire et la destruction d’armes chimiques
L’agence fédérale pour le stockage sécuritaire et la destruction d’armes chimiques était sous l'autorité du ministère de la Défense jusqu’en 2004.

### Médailles
| Avers       | Nom (français/russe) | Arrêté départemental | Date       | Critères |
| ----------- | --- | -------------------- | ---------- | --- |
| 75px.center | Médaille « Pour une participaction active au désarmement chimique » Медаль «За активное участие в уничтожении химического оружия»                                                                                             | no 250               | 01-09-2009 | L’arrêté du chef de département fut identifié mais ne fut pas trouvé dans son intégralité pour traduction pour cet article. |
| 75px.center | Médaille « Pour contribution au désarmement chimique » Медаль «За вклад в химическое разоружение» | no 250               | 01-09-2009 | L’arrêté du chef de département fut identifié mais ne fut pas trouvé dans son intégralité pour traduction pour cet article. |
| 75px.center | Médaille « Pour le renforcement de la cooperation dans le désarmement chimique » Медаль «За содружество в области химического разоружения»                                                                                    | no 319               | 15-10-2007 | L’arrêté du chef de département fut identifié mais ne fut pas trouvé dans son intégralité pour traduction pour cet article. |
| 75px.center | Médaille « Vétéran du désarmement chimique » Медаль «Ветеран химического разоружения» | no 50                | 23-03-2012 | L’arrêté du chef de département fut identifié mais ne fut pas trouvé dans son intégralité pour traduction pour cet article. |
| 75px.center | Médaille du jubilé « 15 ans de l’agence fédérale pour le stockage sécuritaire et la destruction d’armes chimiques » Юбилейной Медаль «15 лет федеральное управление по безопасному хранению и уничтожению химического оружия» | no 319               | 15-10-2007 | L’arrêté du chef de département fut identifié mais ne fut pas trouvé dans son intégralité pour traduction pour cet article. |
| 75px.center | Médaille du jubilé « 20 ans de l’agence fédérale pour le stockage sécuritaire et la destruction d’armes chimiques » Юбилейной Медаль «20 лет федеральное управление по безопасному хранению и уничтожению химического оружия» | no 50                | 23-03-2012 | L’arrêté du chef de département fut identifié mais ne fut pas trouvé dans son intégralité pour traduction pour cet article. |
| 75px.center | Médaille du jubilé « 25 ans de l’agence fédérale pour le stockage sécuritaire et la destruction d’armes chimiques » Юбилейной Медаль «25 лет федеральное управление по безопасному хранению и уничтожению химического оружия» | no 111               | 10-05-2017 | L’arrêté du chef de département fut identifié mais ne fut pas trouvé dans son intégralité pour traduction pour cet article. |

### Decorations
| Avers | Nom (français/russe) | Arrêté départemental | Date       | Critères |
| ----- | --- | -------------------- | ---------- | --- |
|       | Décoration « Pour des réalisations et contributions exceptionnelles dans le domaine du désarmement chimique » Почетный знак «За выдающиеся заслуги и личный вклад в области химического разоружения» | no ?                 | 10-08-2007 | L'arrêté ne fut pas encore trouvé dans son intégrité pour traduction à cet article et n'est possiblement pas encore publié. |
|       | Décoration « Pour mérites dans la destruction d'armes chimiques » Знак отличия «За заслуги в уничтожении химического оружия»                                                                         | no 131               | 24-07-2004 | L'arrêté ne fut pas encore trouvé dans son intégrité pour traduction à cet article et n'est possiblement pas encore publié. Cette décoration est décernée en trois classes.                                                                                  |
|       | Décoration « Pour valeur dans le stockage sécuritaire et la destruction d’armes chimiques » Знак отличия «За доблесть при хранении и уничтожении химического оружия»                                 | no 310               | 04-08-2006 | Décernée aux soldats de l'Agence fédérale du stockage sécuritaire et de la destruction d’armes chimiques, qui y ont servi pendant au moins trois années, pour une performance exemplaire de leurs fonctions militaires et la réussite de missions spéciales. |
|       | Décoration « Pour mérites dans le développement du sport » Знак отличия «За заслуги в развитии спорта»                                                                                               | no 80                | 18-04-2014 | L'arrêté ne fut pas encore trouvé dans son intégrité pour traduction à cet article et n'est possiblement pas encore publié. |

## Emblèmes du ministère de la Défense
| Branche/Département                                                                                                   | Emblème | Branche/Département | Emblème |
| --- | ------- | --- | ------- |
| Ministère de la Défense Министерство обороны                                                                          |         | Forces armées Вооружённые Силы |         |
| État-Major général Генеральный Штаб                                                                                   |         | Armée de terre Сухопутные войска |         |
| Marine Военно-морской флот                                                                                            |         | Force aérospatiale Воздушно-космических сил |         |
| Troupes aéroportées Воздушно-десантные войска                                                                         |         | Troupes de missiles stratégiques Ракетные войска стратегического назначения                                                                                      |         |
| Forces de défense aérienne Противовоздушная оборона сухопутных войск                                                  |         | Service écologique des Forces armées Экологическая служба Вооруженных Сил                                                                                        |         |
| Artillerie et roquettes Ракетные войска и артиллерия                                                                  |         | Corps des communications Войска связи |         |
| Forces spéciales Спецназ ГРУ Генерального штаба                                                                       |         | Corps du génie Инженерные войска |         |
| Unités de la sécurité nucléaire Воинские части ядерного обеспечения                                                   |         | Troupes ferroviaires Железнодорожные войска |         |
| Logistique Служба тыла Вооруженных Сил                                                                                |         | Service des logis Служба расквартирования и обустройства |         |
| Agence fédérale de construction spéciale Федеральное агентство специального строительства                             |         | Troupes nucléaires, chimiques et biologiques Войска радиационной, химической и биологической защиты                                                              |         |
| Service fédéral pour le contrôle de l’exportation technique Федеральная служба по техническому и экспортному контролю |         | Service fédéral pour les contrats de la défense Федеральная служба по оборонному заказу                                                                          |         |
| Service fédéral pour la cooperation militaire technique Федеральная служба по военно-техническому сотрудничеству      |         | Agence fédérale pour le stockage sécuritaire et la destruction d’armes chimiques Федеральное управление по безопасному хранению и уничтожению химического оружия |         |

## Source
- (en) Cet article est partiellement ou en totalité issu de l’article de Wikipédia en anglais intitulé « Awards and emblems of the Ministry of Defence of the Russian Federation » (voir la liste des auteurs).